# 人民力量 (香港)

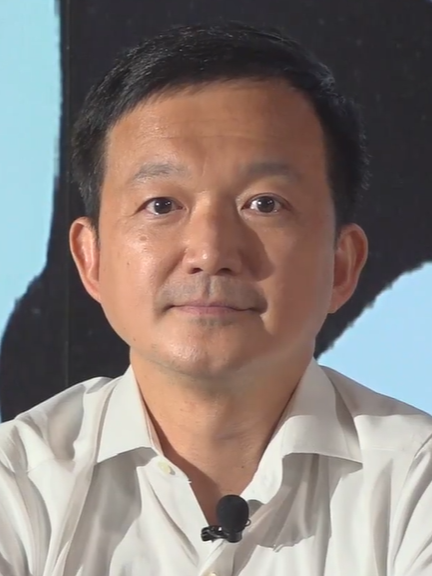
人民力量前主席陳志全

人民力量（英語：People Power），簡稱人力，是香港民主派政黨，意識形態派別為激進民主派，前任黨主席為前香港立法會新界東選區地區直選議員陳志全，已於2021年5月2日退黨並辭去主席一職。

## 目標
香港政治制度改革自主權移交以來毫無寸進，立法會功能組別及特區政府皆由小圈子選舉產生，普及而平等的選舉依然遙遙無期。人民力量的出現，就是為香港未來找尋新出路，以積極、非暴力的議會內外抗爭，爭取香港盡快實現民主。人民力量堅持無篩選和普及而平等的普選原則，捍衛香港原有制度，實行真正港人治港。

## 架構
「人民力量」創立於2011年1月23日，黄毓民及陈伟业连同社会民主连线200多名党员于“社民连非当权派集思会”宣布退党，即场退出社民连另起炉灶，创立初是一個鬆散的臨時性政治聯盟，包括普羅政治學苑、選民力量、前綫及民主陣線。後於2011年7月10日正式政黨化，並選出人民力量新內閣第一屆執行委員會委員。
執行委員會為黨的最高權力機構，主要職責是修改黨綱、黨章、選舉或罷免執行委員會委員等，共有執行委員（執委）22人（包括主席、副主席、秘書長及司庫），執行委員（執委）職務也是各派系（聯盟）競逐的焦點。除2位立法會議員以外，目前各派系（聯盟）均有5位執委，黨主席當選方式是由22位執行委員提名及選出，任期2年，可連任1次。
2011年，民主陣線、普羅政治學苑先後退出人民力量，進步民主連線加入。
2016年4月6日，前綫執委會通過決議退出人民力量。

### 成员
- 選民力量（2011年至今）
- 進步民主連線（2013年至今）

#### 前成员
- 民主陣線（2011年-2012年）
- 普羅政治學苑（2011年-2013年）
- 前綫（2011年-2016年）

### 歷任領導層
| 年度        | 主席          | 副主席            | 秘書長      | 司庫   |
| ----------- | ------------- | ----------------- | ----------- | ------ |
| 2011－2013  | 劉嘉鴻        | 甄燊港、陳志全    | 陳素玲      | 唐小蘭 |
| 2013－ 2016 | 袁彌明        | 甄燊港            | 羅家麒      | 劉嘉鴻 |
| 2013－ 2016 | 袁彌明        | 譚得志            | 羅家麒      | 劉嘉鴻 |
| 2016－      | 陳志全→梁家聲 | 譚得志、蘇浩→空缺 | 楊皓晶→空缺 | 林可珍 |

## 議員

### 立法會議員
| 界別     | 選區     | 姓名     | 2008-2012 | 2012-2016 | 2016-2020 | 備註                                          |
| -------- | -------- | -------- | --------- | --------- | --------- | --------------------------------------------- |
| 地方選區 | 九龍西   | 黃毓民   |           | →         |           | 2013年5月20日退出人民力量                     |
| 地方選區 | 新界西   | 陳偉業   |           |           |           | 2016-2020年不尋求連任，為社民連黃浩銘抬轎失敗 |
| 地方選區 | 新界東   | 陳志全   |           |           |           |                                               |
| 所得議席 | 所得議席 | 所得議席 | 2         | 3 → 2     | 1         |                                               |

### 區議員
2021年5月前，人民力量在區議會共有1個議席，議員包括：
| 區議會       | 選區號碼 | 選區     | 議員     | 2020-2023 | 備註              |
| ------------ | -------- | -------- | -------- | --------- | ----------------- |
| 黃大仙區議會 | H08      | 東頭     | 溫子衆   |           | 2021年4月28日退黨 |
| 黃大仙區議會 | 所得議席 | 所得議席 | 所得議席 | 所得議席  | 1                 |

人民力量於2015年香港區議會選舉中，在18個區議會中，只有譚香文以前綫名義取得議席。其後前綫於2016年4月6日退出人民力量，意味著人民力量自該日起失去唯一的區議會議席。
而溫子衆是繼麥業成之後，第一位以人民力量名義取得議席的區議員。2021年4月10日，人民力量特別會議大比數通過反對現任區議員進行宣誓，同日溫子衆宣佈將會退黨，並在26日遞交退黨信，並於28日生效。
2016年4月前，人民力量在區議會共有1個議席，議員包括：
| 區議會       | 代號 | 選區 | 姓名   | 備註                                      |
| ------------ | ---- | ---- | ------ | ----------------------------------------- |
| 黃大仙區議會 | H06  | 龍星 | 譚香文 | 以前綫名義出選，已在2016年4月退出人民力量 |

## 選舉

### 立法會選舉
| 選舉 | 民選得票 | 民選得票比例 | 地方選區議席 | 功能界別議席 | 總議席 | +/- |
| 2012 | 176,250  | 9.73%        | 3            | 0            | 3 / 70 | 3 ▲ |
| 2016 | 91,166 ▼ | 5.87% ▼      | 1            | 0            | 1 / 70 | 2 ▼ |

### 區議會選舉
| 選舉 | 民選得票 | 民選得票比例 | 民選議席 | 委任議席 | 當然議席 | 總議席  | +/- |
| 2011 | 23,465   | 1.99%        | 1        | 0        | 0        | 1 / 507 | 1 ▲ |
| 2015 | 11,503 ▼ | 0.80% ▼      | 0        | 不適用   | 0        | 0 / 458 | 1 ▼ |
| 2019 | 8,217 ▼  | 0.28% ▼      | 1        | 0        | 0        | 1 / 448 | 1 ▲ |

## 事件

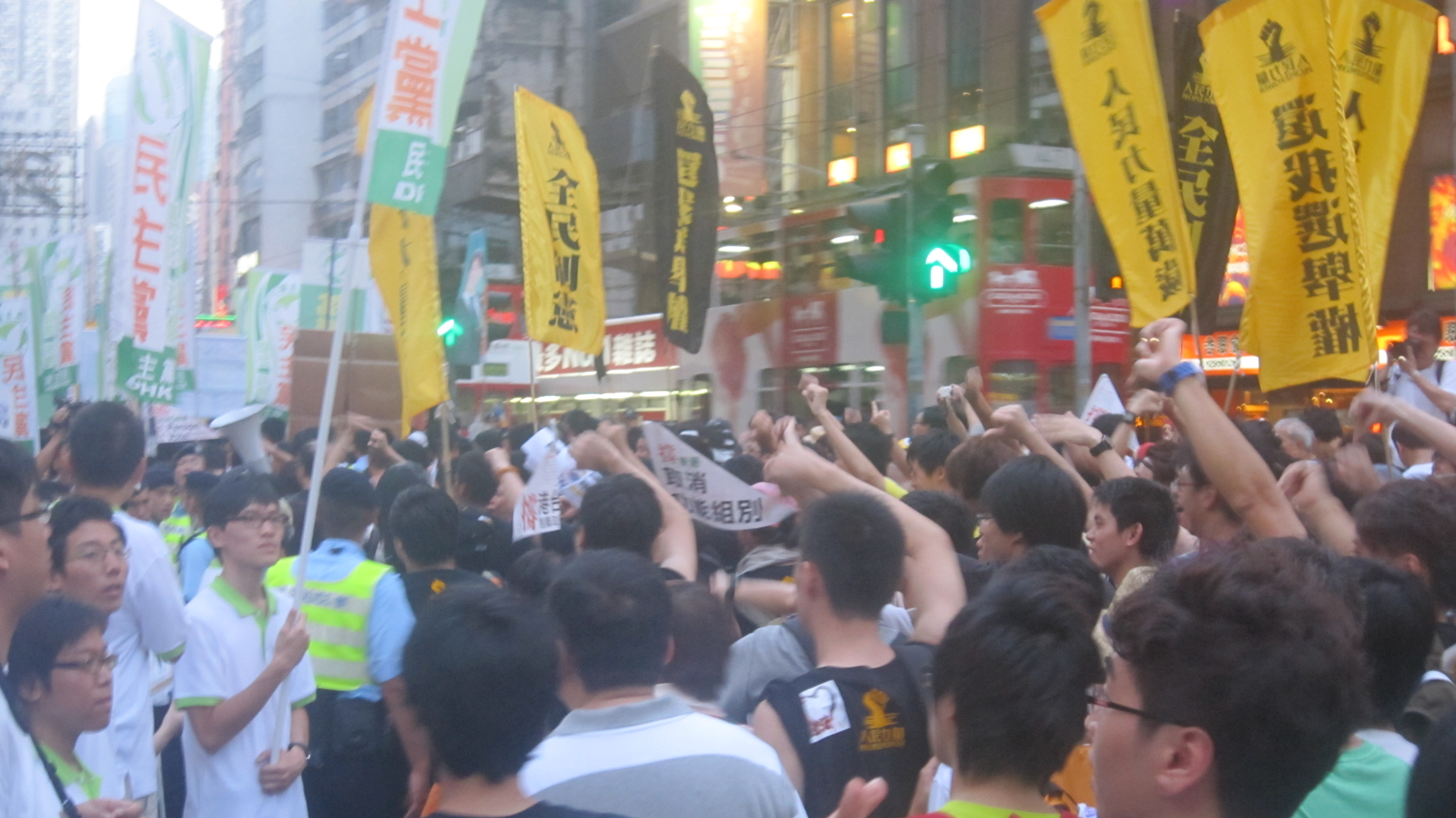
人民力量成員及支持者在2011年香港七一大遊行中狙擊（聲討）民主黨時的情形

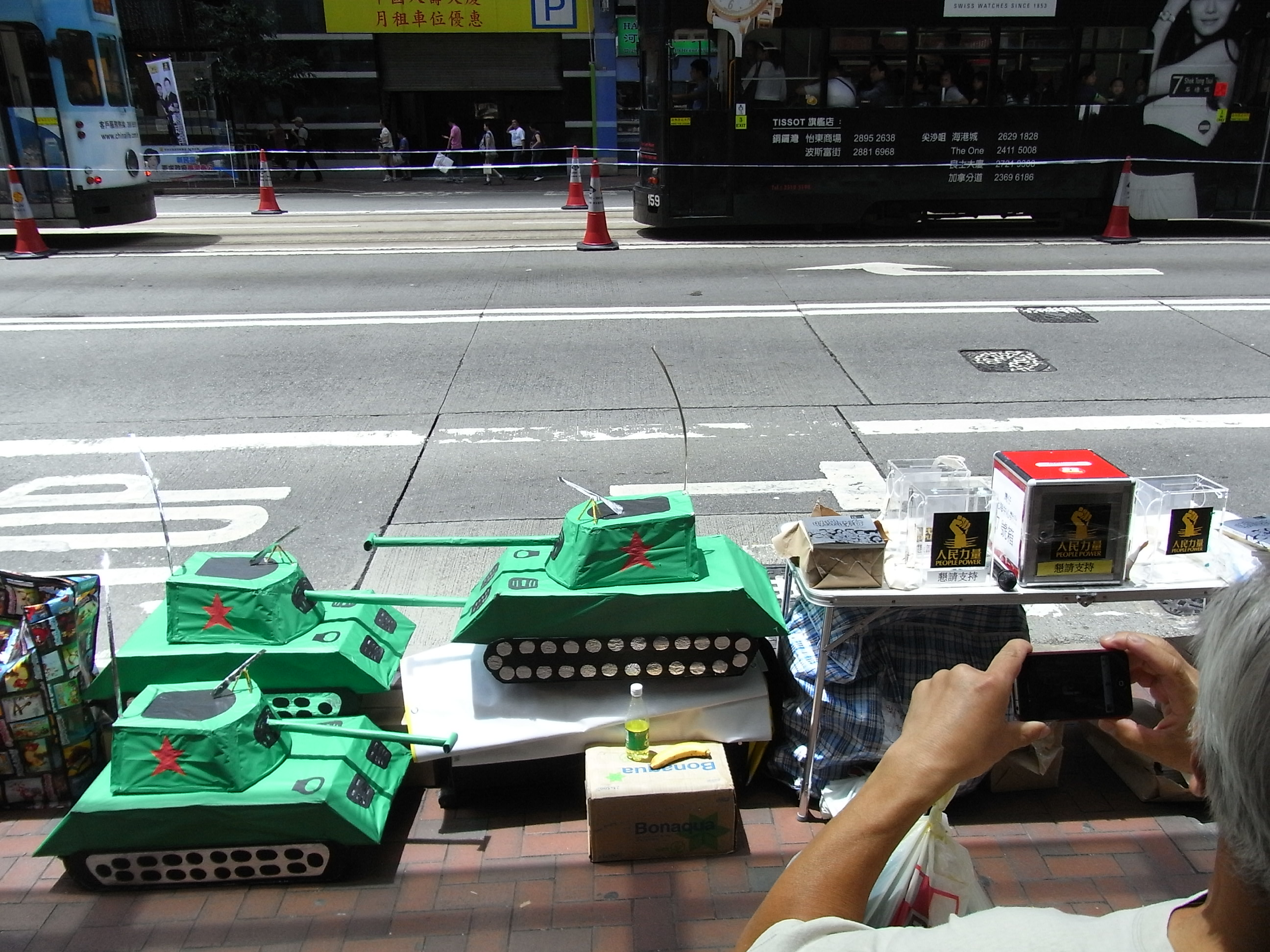
人民力量在2012年香港七一大遊行中在街頭籌款擺放捐款箱以及中國解放軍的紙製紅五星坦克模型，以諷刺六四事件。

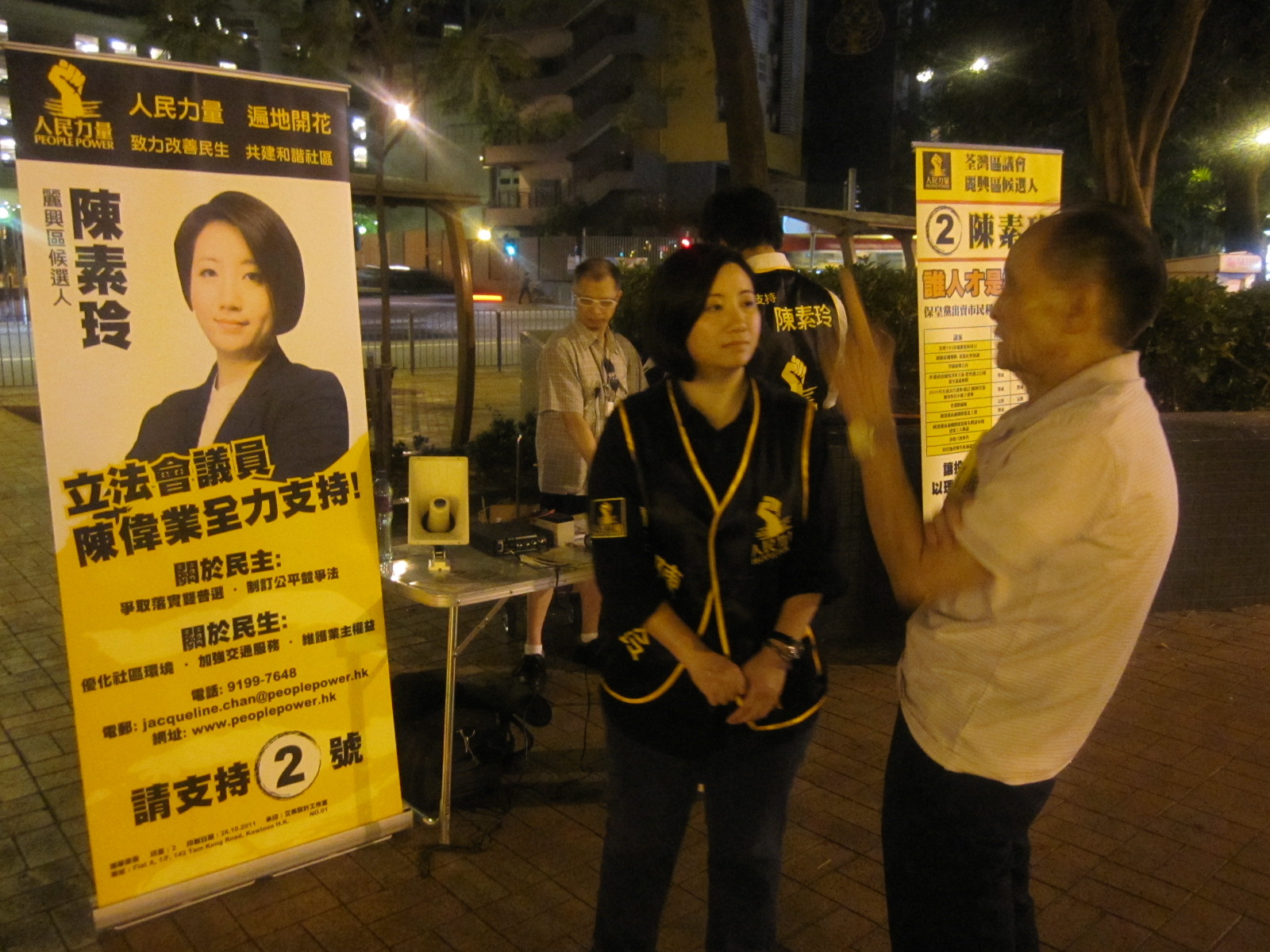
2011年「票債票償」運動：時任人民力量秘書長陳素玲出選荃灣麗興選區(K10)，與選民交流互動。2011年11月4日。

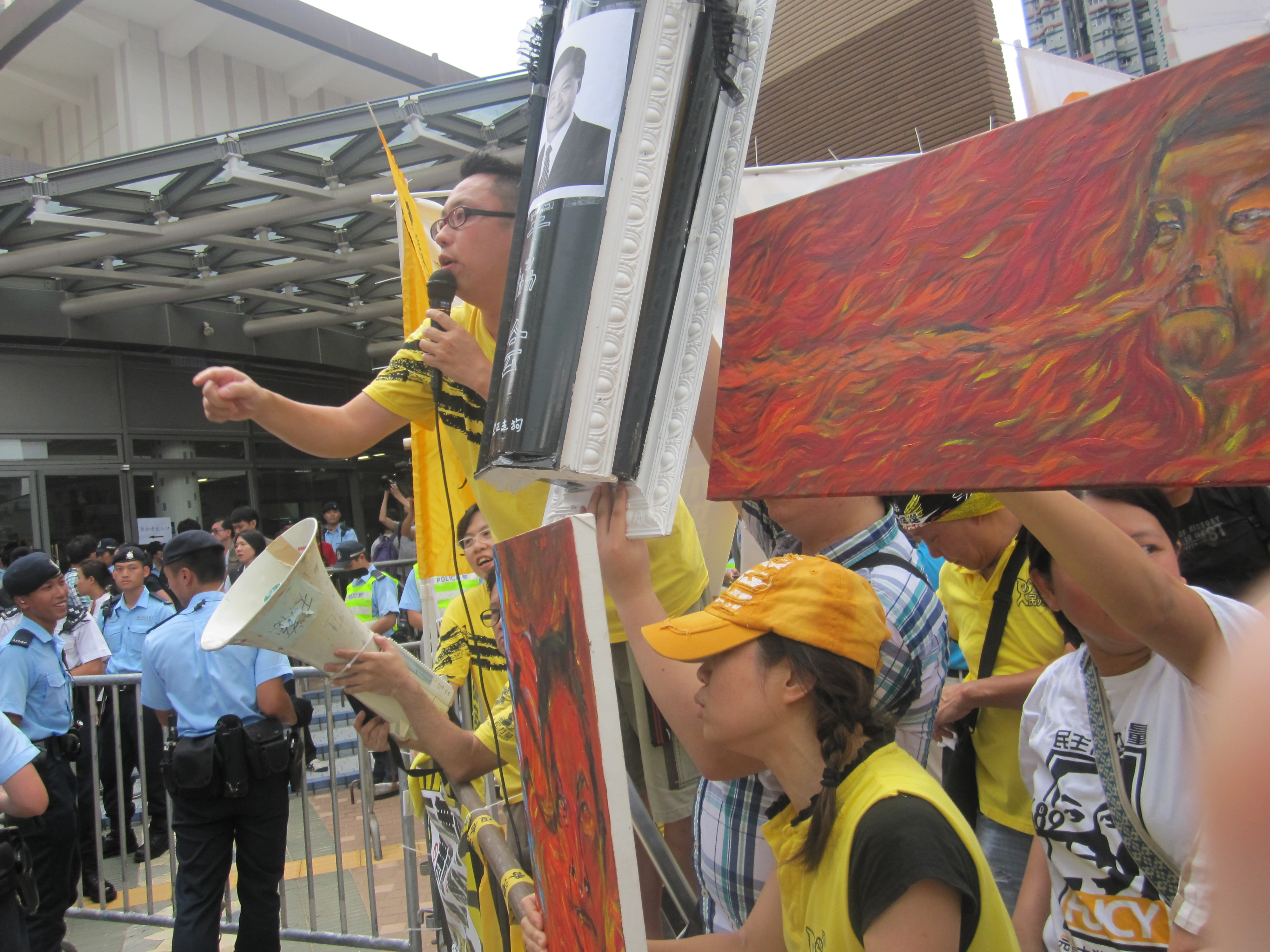
2013年8月11日，特首梁振英「落區」到天水圍社區會堂。人民力量通宵排隊進場，又在會場外與建制派團隊對罵。圖為快必譚得志，當時剛出任人民力量執委。人民力量支持者自製示威物品，長鼻大話梁振英油画。

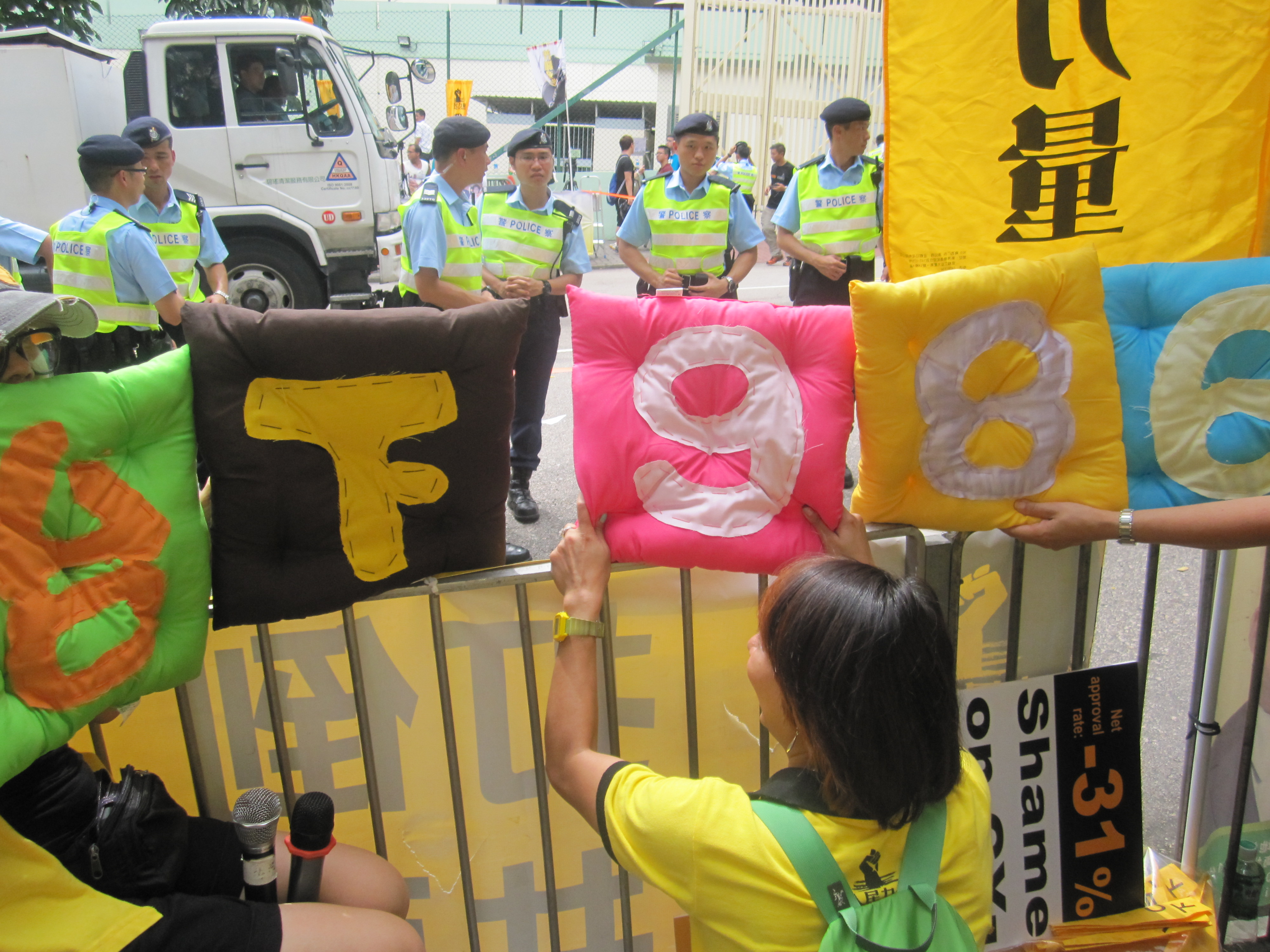
2013年8月18日，梁振英「落區」到觀塘。人民力量通宵排隊進場，又在會場外指罵梁振英座駕。

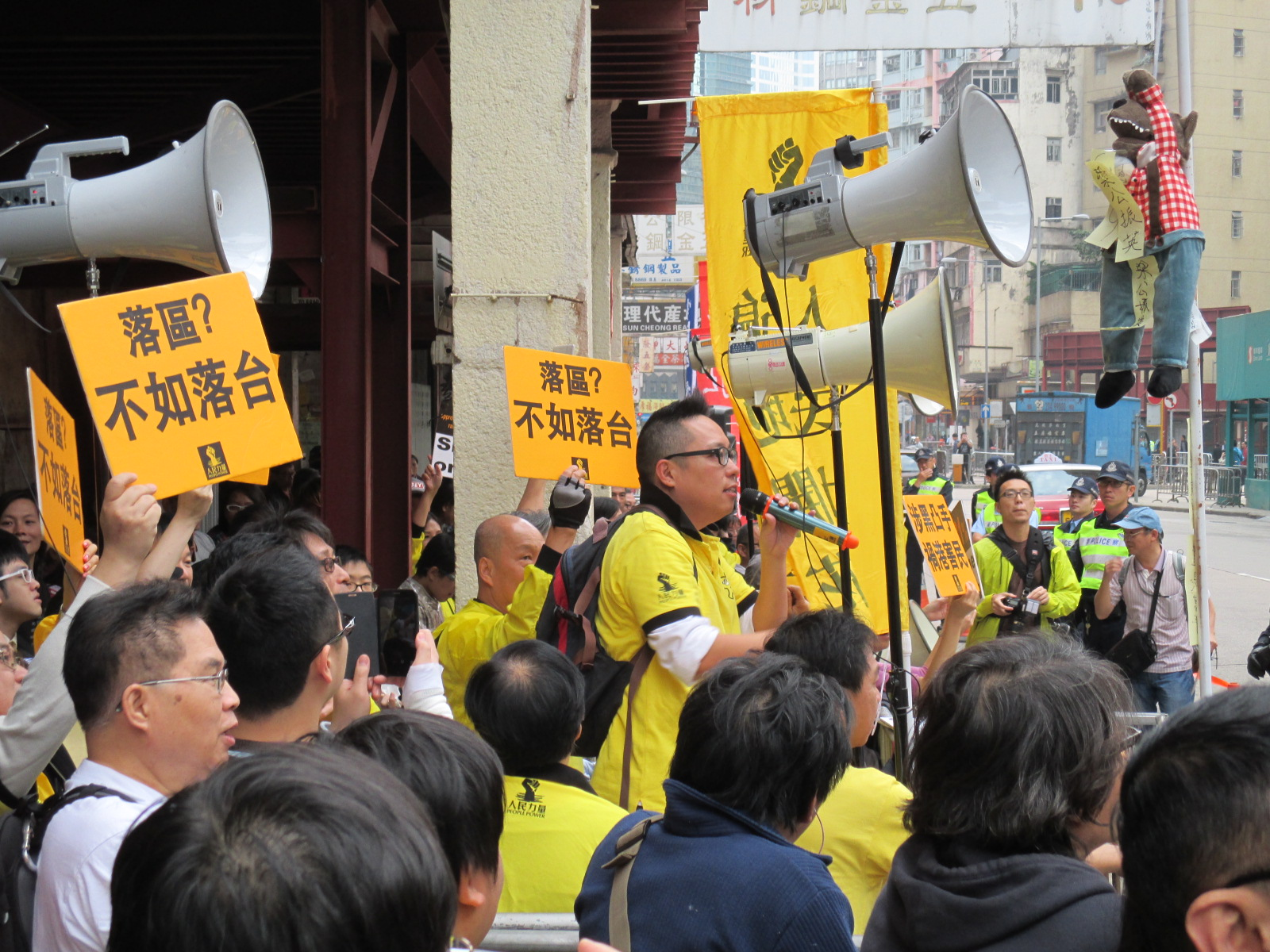
梁振英落區到大角咀的社區中心，人民力量通宵排隊輪候進場抗議，在場外佈陣嗌mic喊話。圖為快必譚得志。2013年12月8日

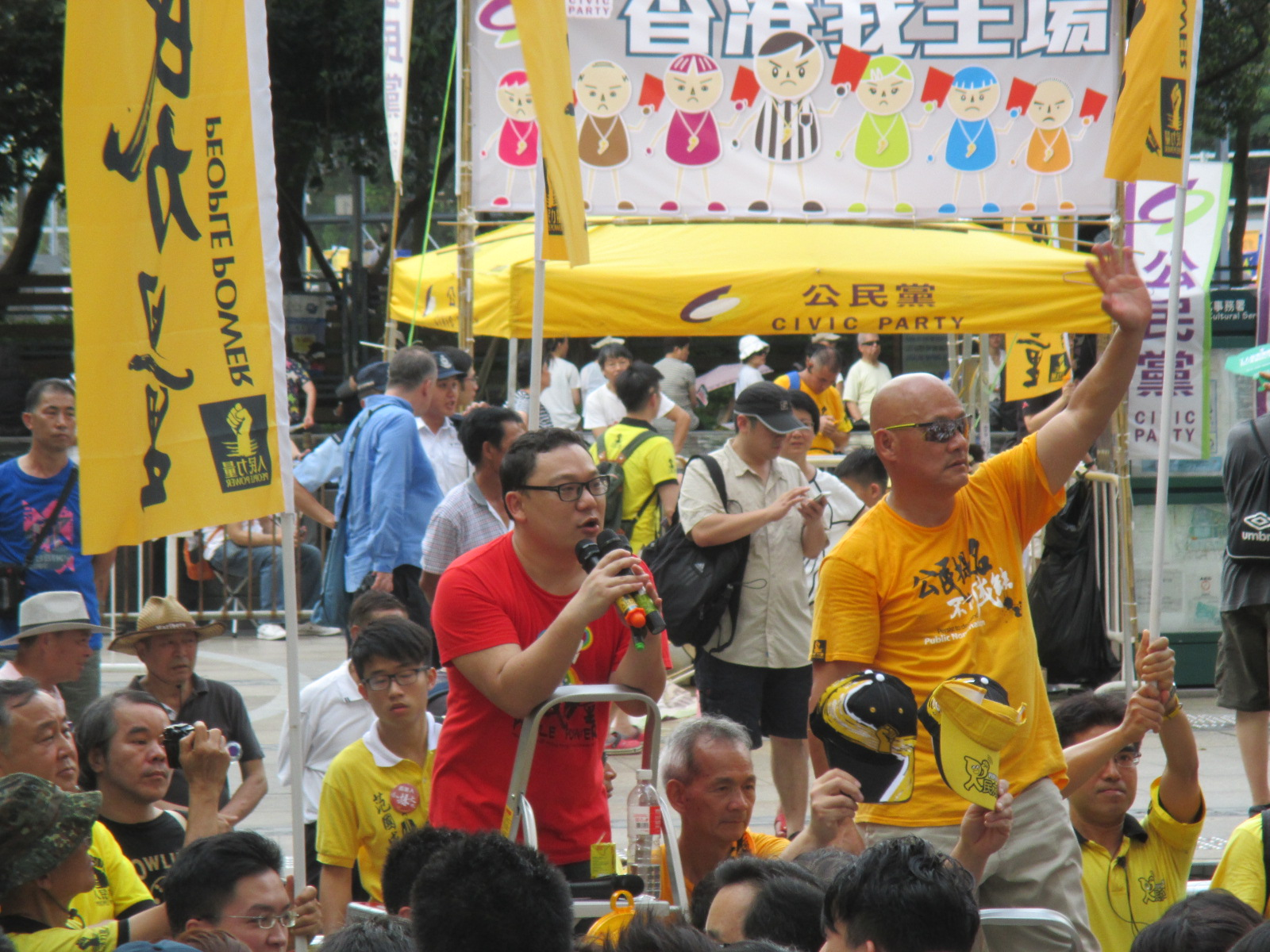
2014年七一遊行，維園噴水池入口，劉嘉鴻、陳偉業。

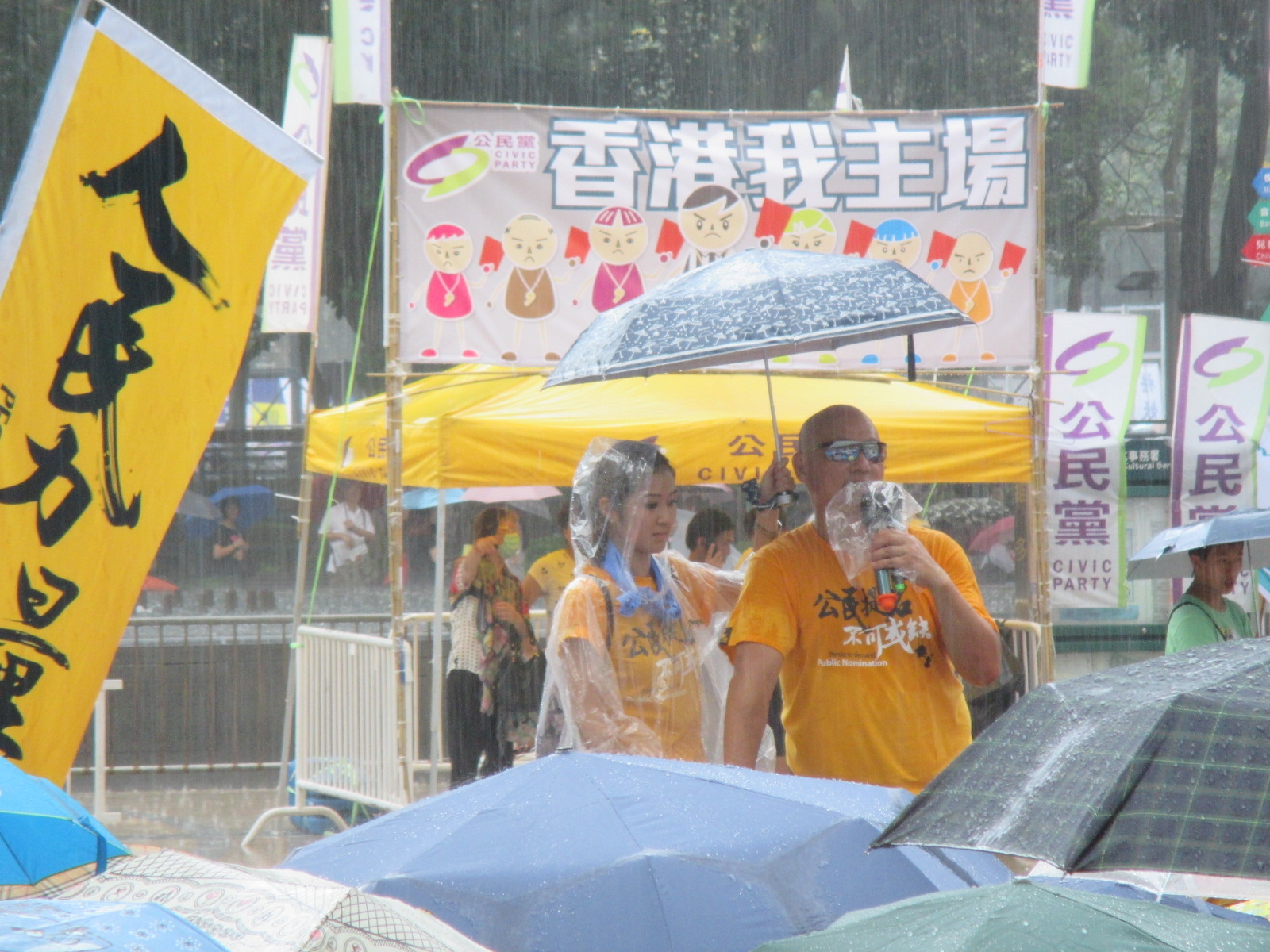
2014年七一遊行，下午五時，維園噴水池前，袁彌明、陳偉業與群眾冒雨等候出發。

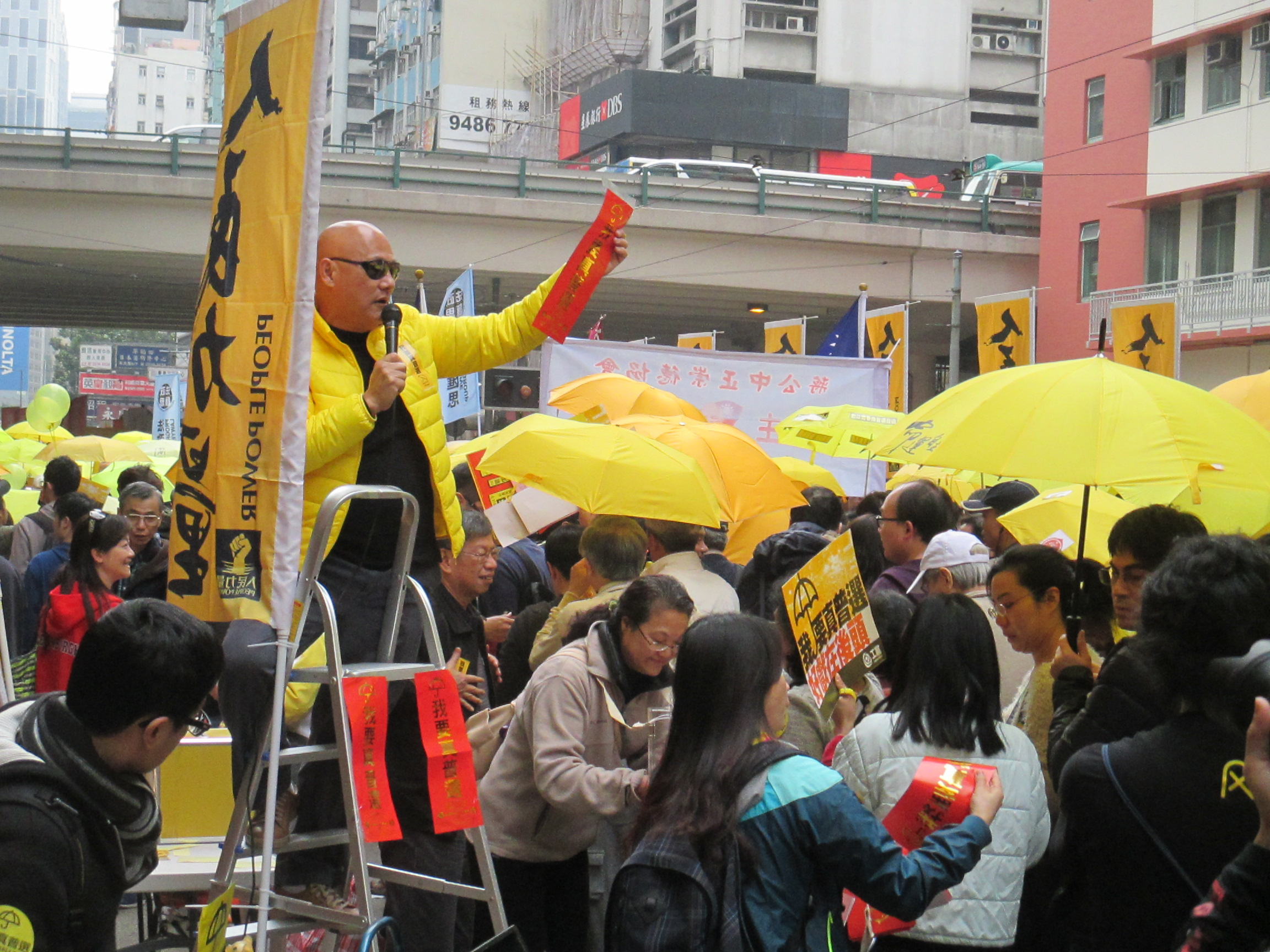
雨傘運動後，社運界疲態盡現。元旦遊行延後一個月。接近農曆年，人民力量立法會議員陳偉業派發「我要真普選」揮春。2015年2月1日。

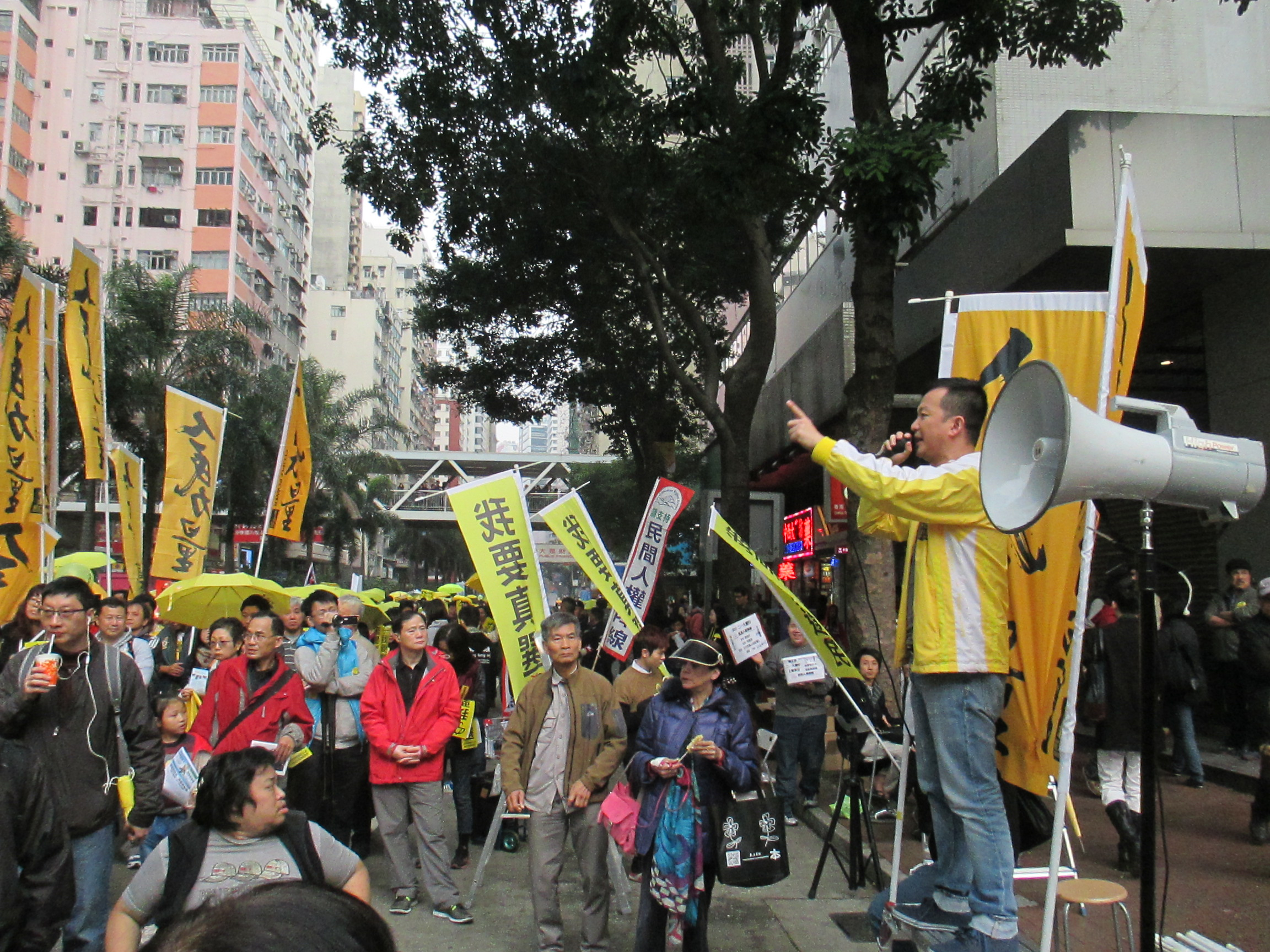
慢必陳志全議員在灣仔修頓人民力量街站演講。2015年2月1日元旦遊行

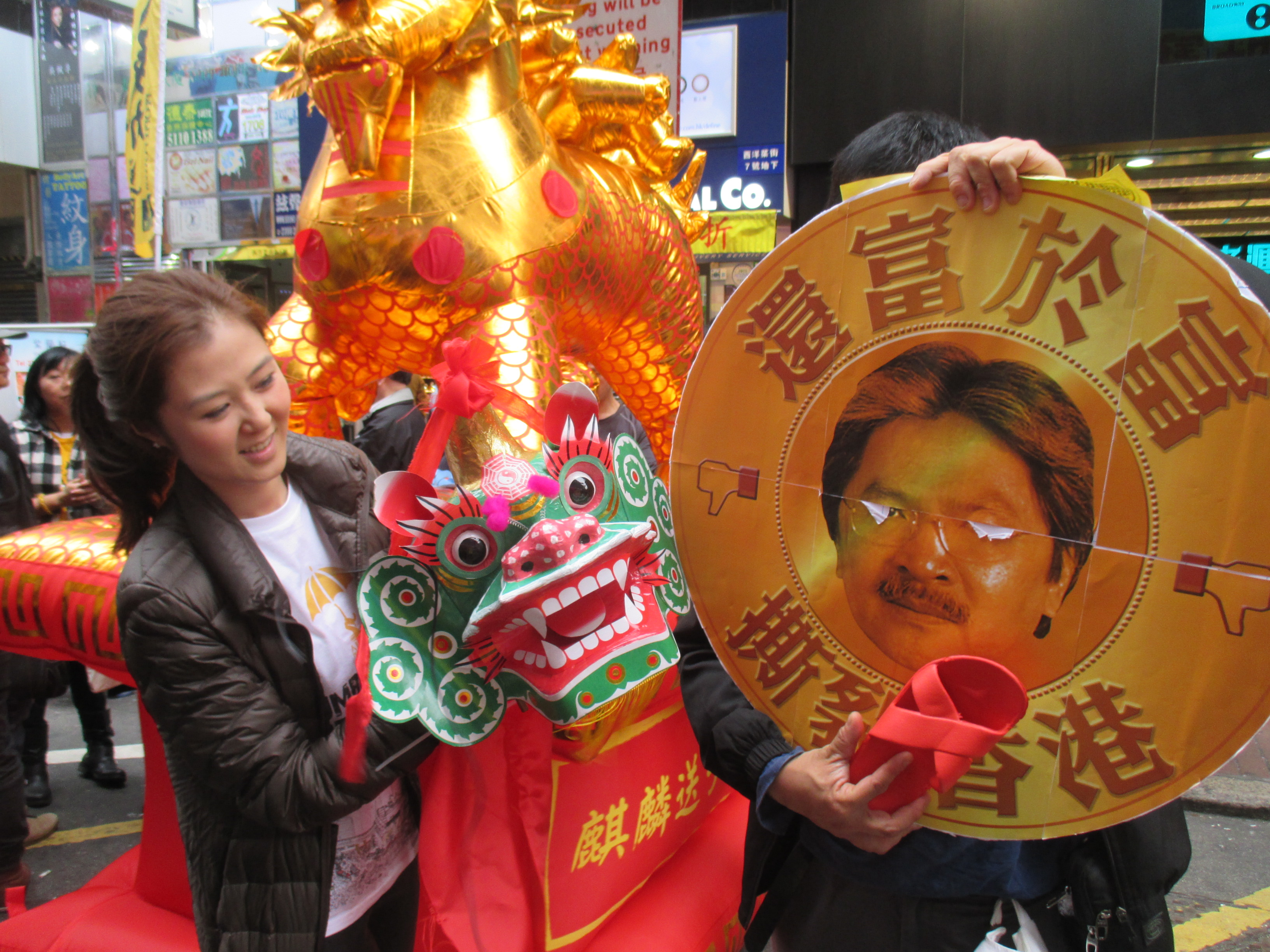
麒麟撞葉劉是2015新正頭熱話。袁彌明聲稱麒麟俠會撞走政府瘟神。

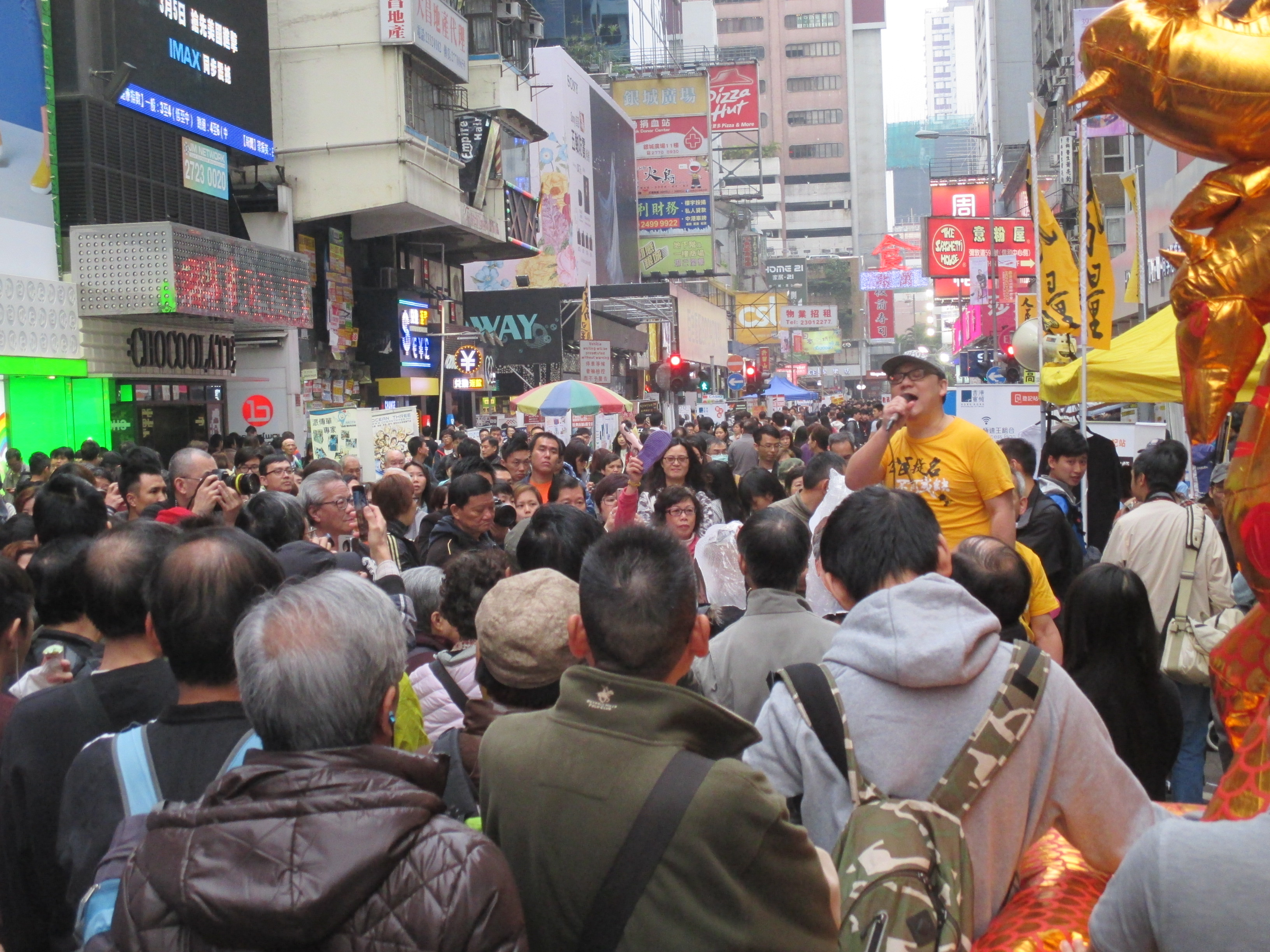
2015年財政預算案前夕，人民力量繼續每年打小人活動，要求政府「回水」市民。圖為人民力量政制發言人「劉嗡」劉嘉鴻，向街坊講述對政府的理財策略的意見。

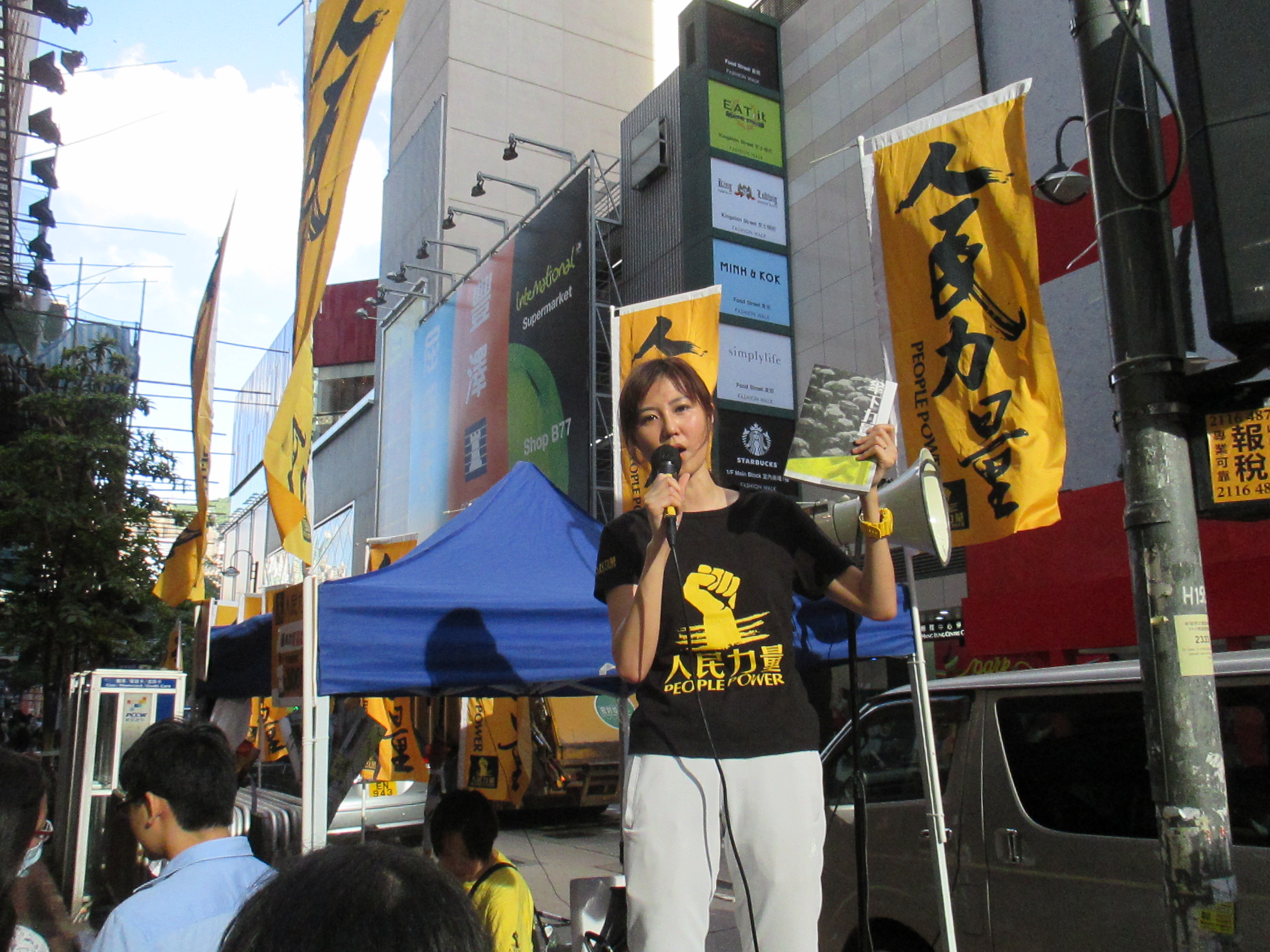
主席袁彌明，2015年六四，紀利佐治街人力街站。

### 2011年七一遊行非法集結
人民力量參加2011年七一遊行後，在民陣宣佈遊行結束後，號召遊行人士遊行上禮賓府繼續抗議，但被警方攔扯，與群眾逗留在中環長江中心附近。其間人民力量在中銀對開與警方發生推撞，警方一度發射胡椒噴霧。。警方午夜後決定清場。人民力量盡責任，勸籲留守者若未有心理準備被捕則應撤離。警方將不肯離開的示威人士抬走、拘捕，至昨晨5時完成清場。黃毓民被上手扣帶走，陳偉業、陳志全、劉嘉鴻、林雨陽等先後被警察抬走。138名人民力量成員、支持者及示威者被帶返北角警署，並進行一連串落口供、打指模等手續，有警司詢問他們要否進行保釋，黃毓民、陳偉業及慢必陳志全商量後，決定代表全部被捕示威者拒絕保釋。被捕者全部獲釋，但警方表明示威者可能再被拘捕及即時檢控。
為此，人民力量依照138位抗爭義士被捕後的手帶編號，印製了138件有黃色編號的黑色人力裇衫贈送給義士們，彰顯他們為抗爭負出的英勇之義，包括：#12 陳偉業；#22 李偉儀；#38 劉嘉鴻；#39 林雨陽；#41 陳志全；#83 黃毓民；#122 甄燊港與無數義工、支持者、示威者等等。
2012年，警方以違反《公安條例》控告十人：黃毓民、陳偉業、任亮憲、林雨陽、陳志全、麥業成、莫偉杰、周峻翹、李偉儀及甄燊港；其中六名被告先後同意分別以一千元及一千二百元自簽守行為處理，黃毓民、陳偉業、陳志全及周峻翹不認罪。最終，東區裁判法院裁定黃毓民及陳偉業中環「非法集結」罪成，2013年5月16日判刑；陳志全、周峻翹罪名不成立，獲釋。裁判官批評黃毓民「不誠實」。而陳偉業質疑裁判官有「政治任務」，裁判官因此考慮控告他藐視法庭。最後，陳偉業稱相信法庭不會有「政治任務」，早前有誤解和言語冒犯，會就此道歉，裁判官最後決定不作檢控。
黄毓民、陳偉業分別被判六、五星期，獲准分別緩刑十四與十二個月。其時，黃毓民已經退出人民力量。

2011年七一與被捕的138位人士
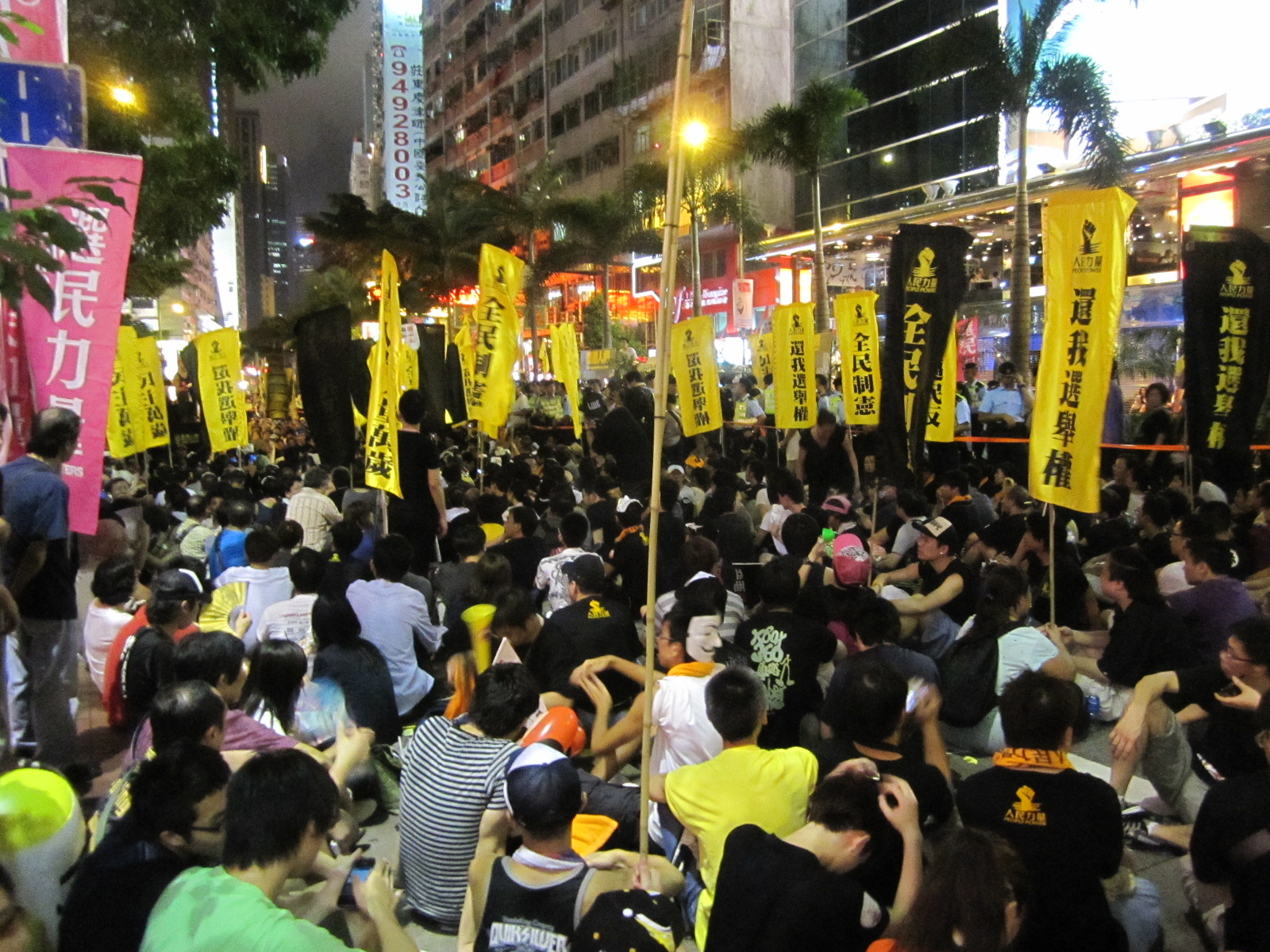
人民力量隊伍在灣仔修頓街站集結，待民陣遊行隊伍離開去遊行上禮賓府。晚上 8時半。
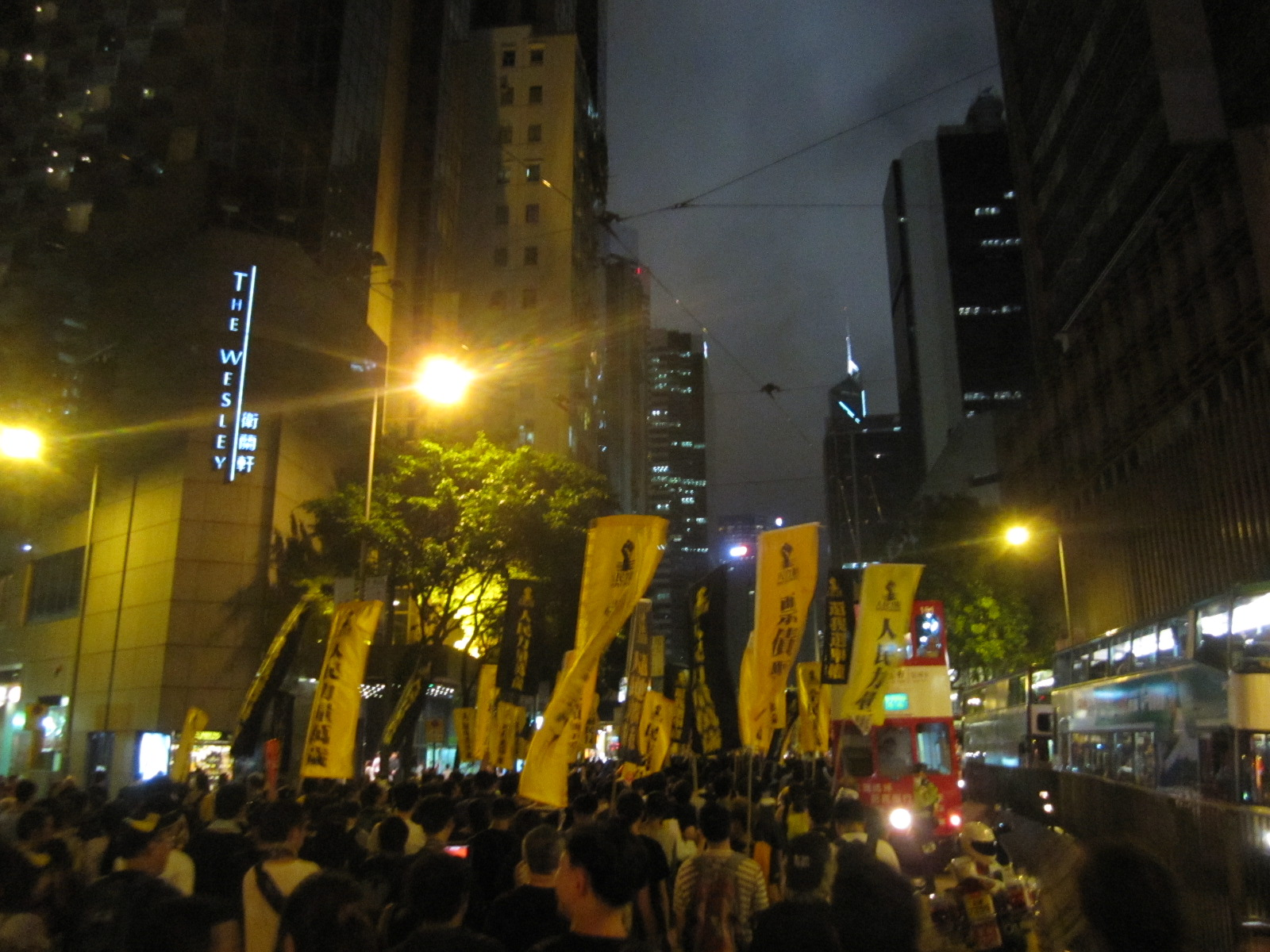
警方諸多留難，不時封路阻人力遊行隊伍前進。晚上10時15分才剛越過灣仔循道衛理堂。
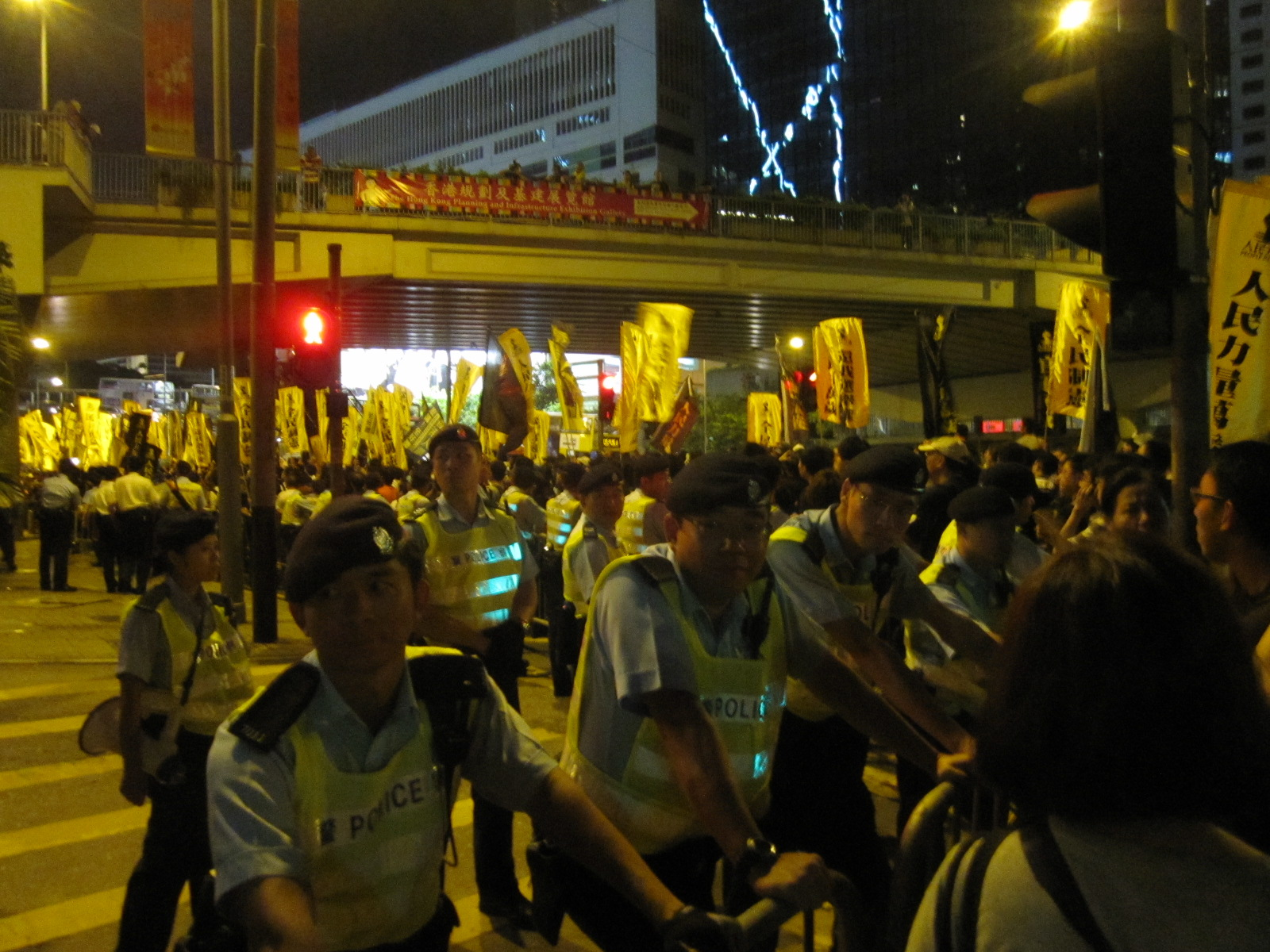
晚上11時，警方完全封鎖中銀大廈前紅棉路段，禁止人民力量隊伍前進。
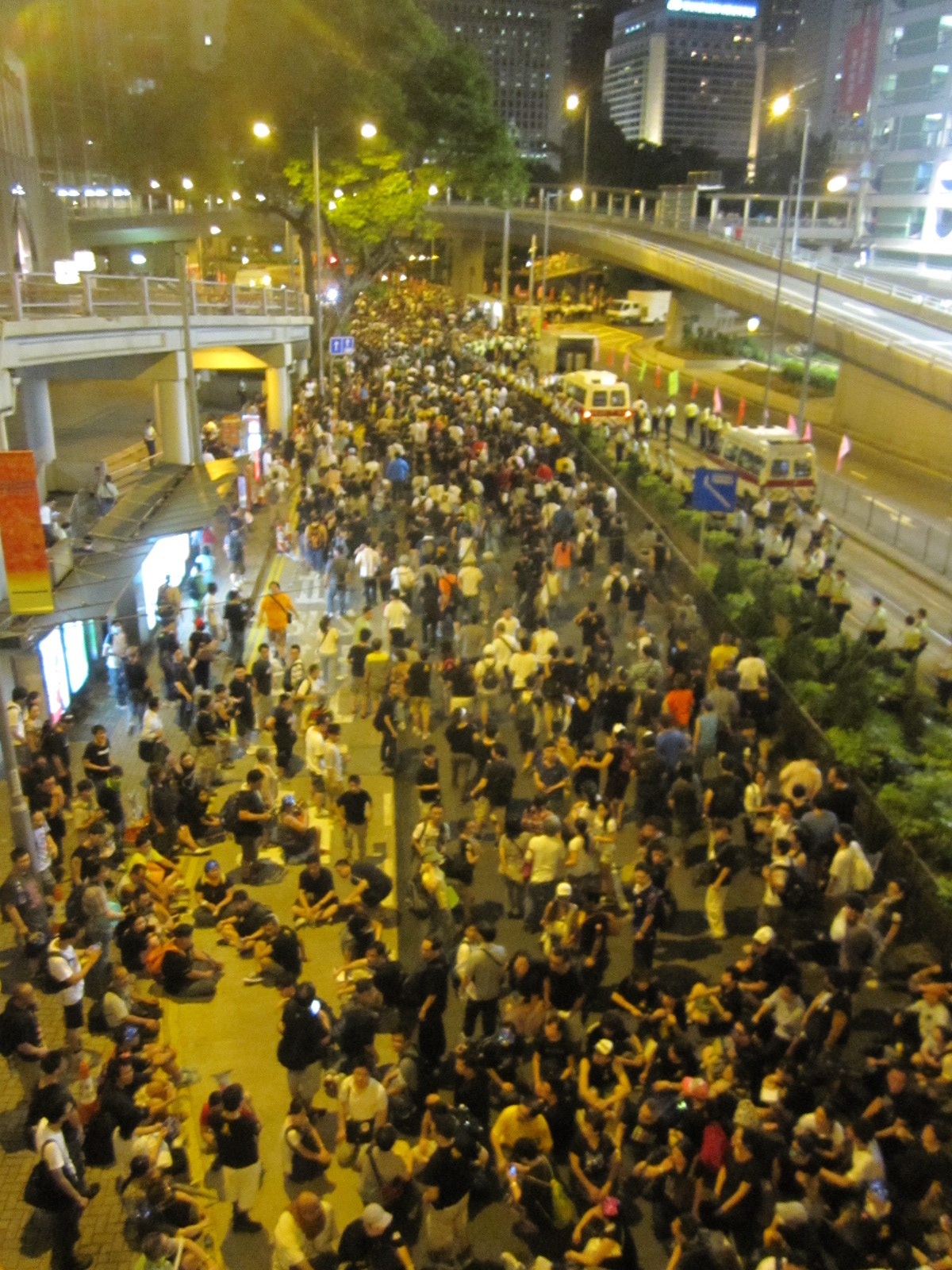
晚上11時許，隊頭曾與警方衝突，警方出動胡椒噴霧阻止隊伍前進。
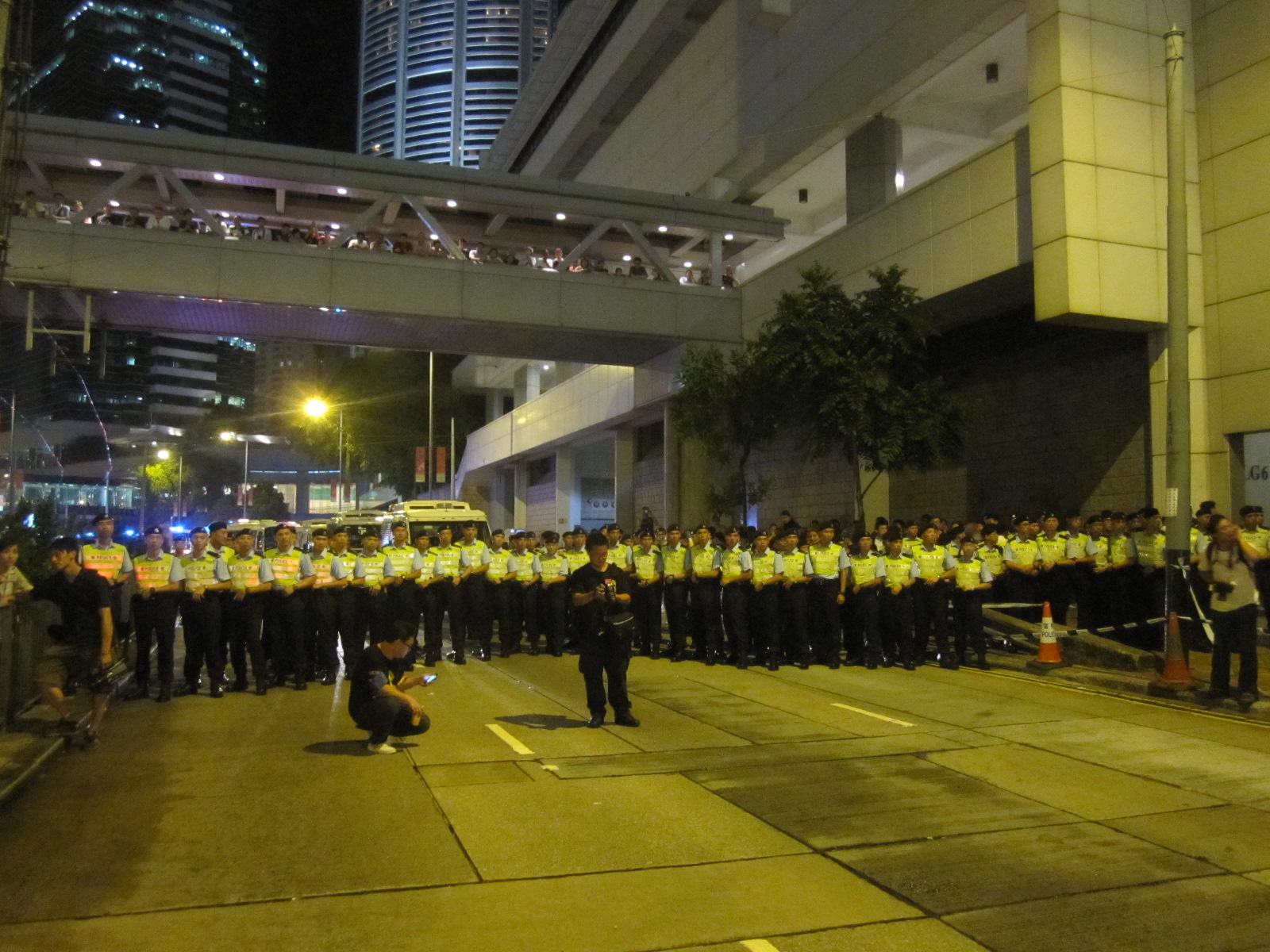
灣仔政府合署前，警方設防線包抄。人民力量主席劉嘉鴻、執委林雨陽等三人與警方對峙，最後全數被捕。
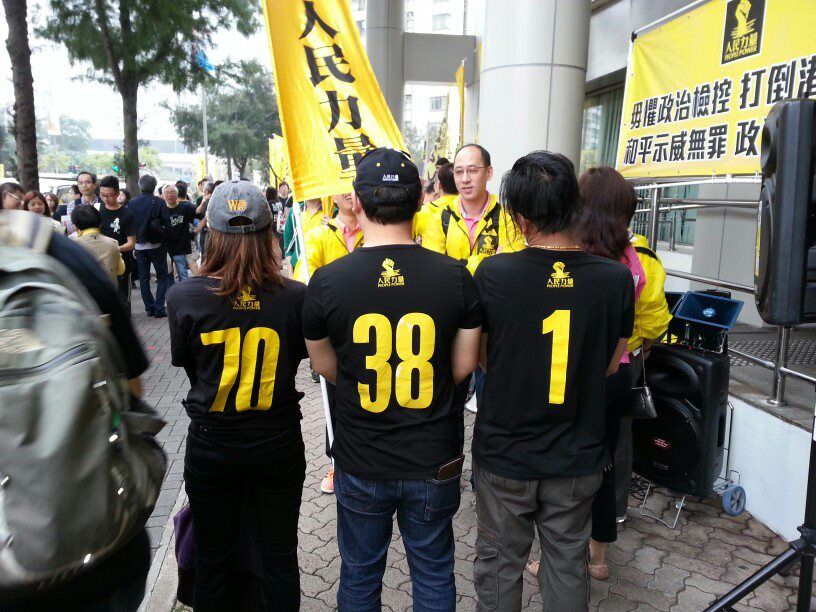
2011年七一深夜被捕的138名義士。相片攝於2013年4月29日，黃毓民、陳偉業被判七一非法集結罪成。
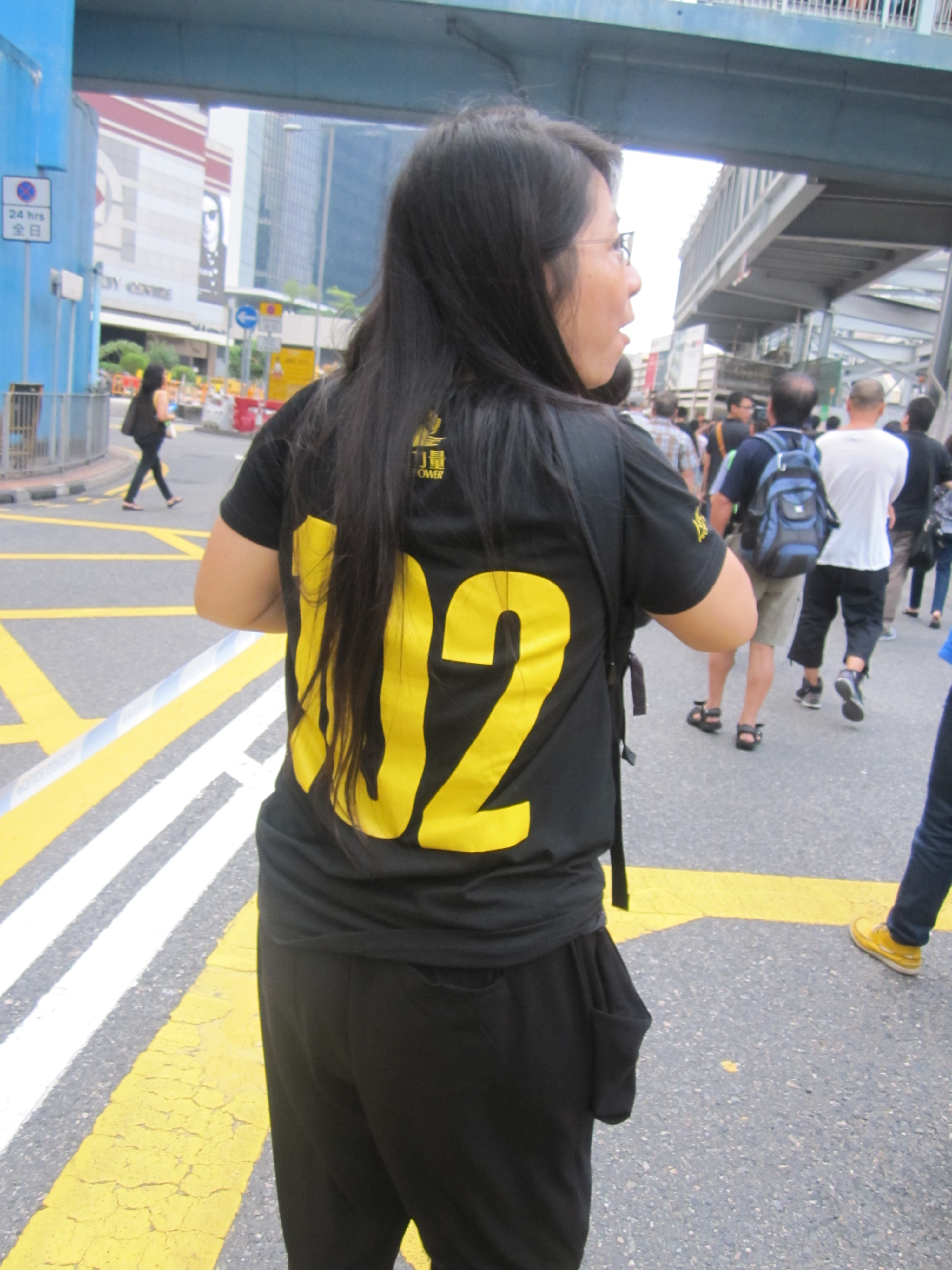
2011年七一深夜被捕的138名義士。圖為2013年10月20日，人力參加遊行要求政府發牌給王維基HKTV。
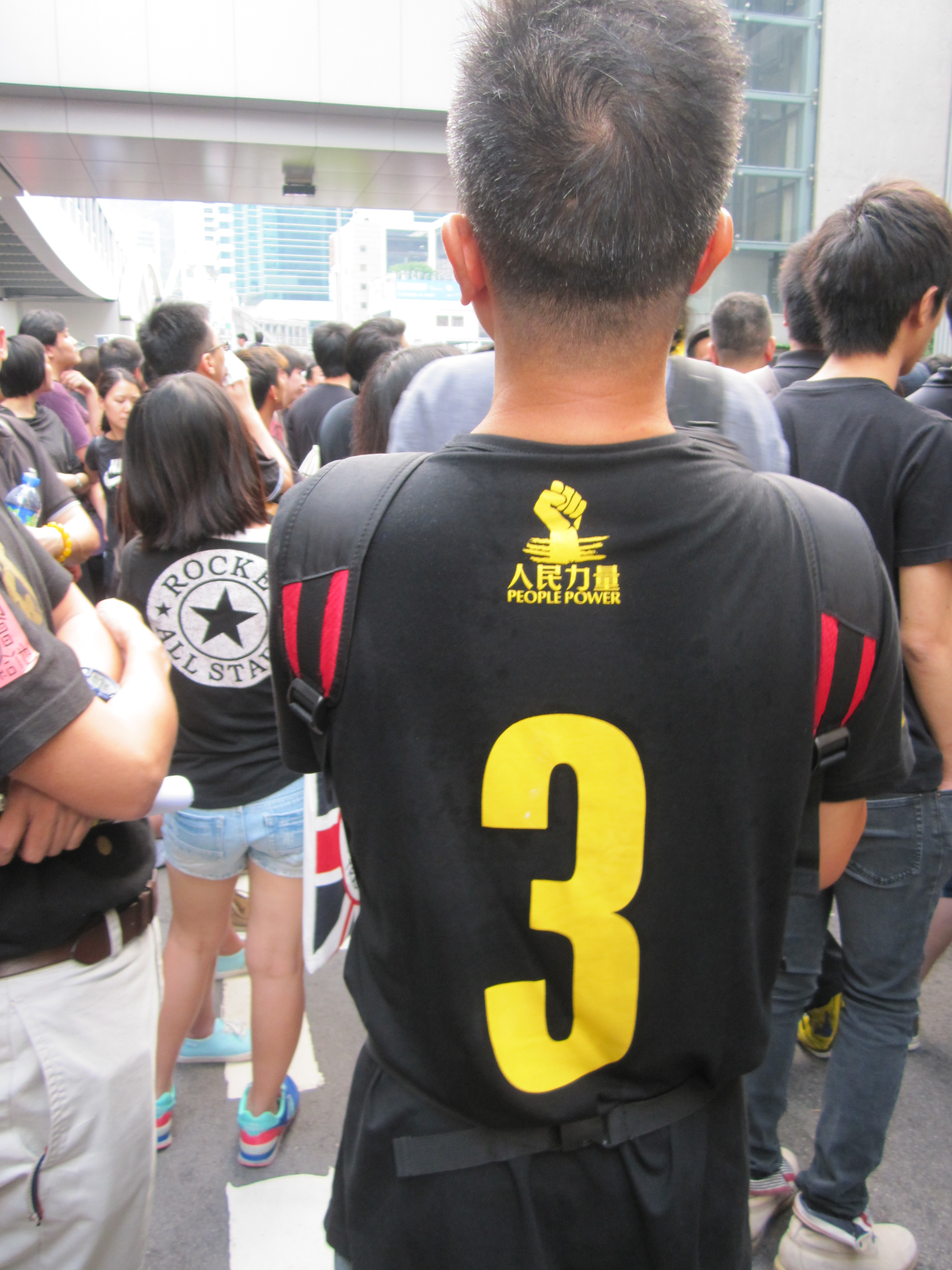
圖為2013年10月20日，人力參加遊行要求政府發牌給王維基HKTV。

為民生議題抗爭
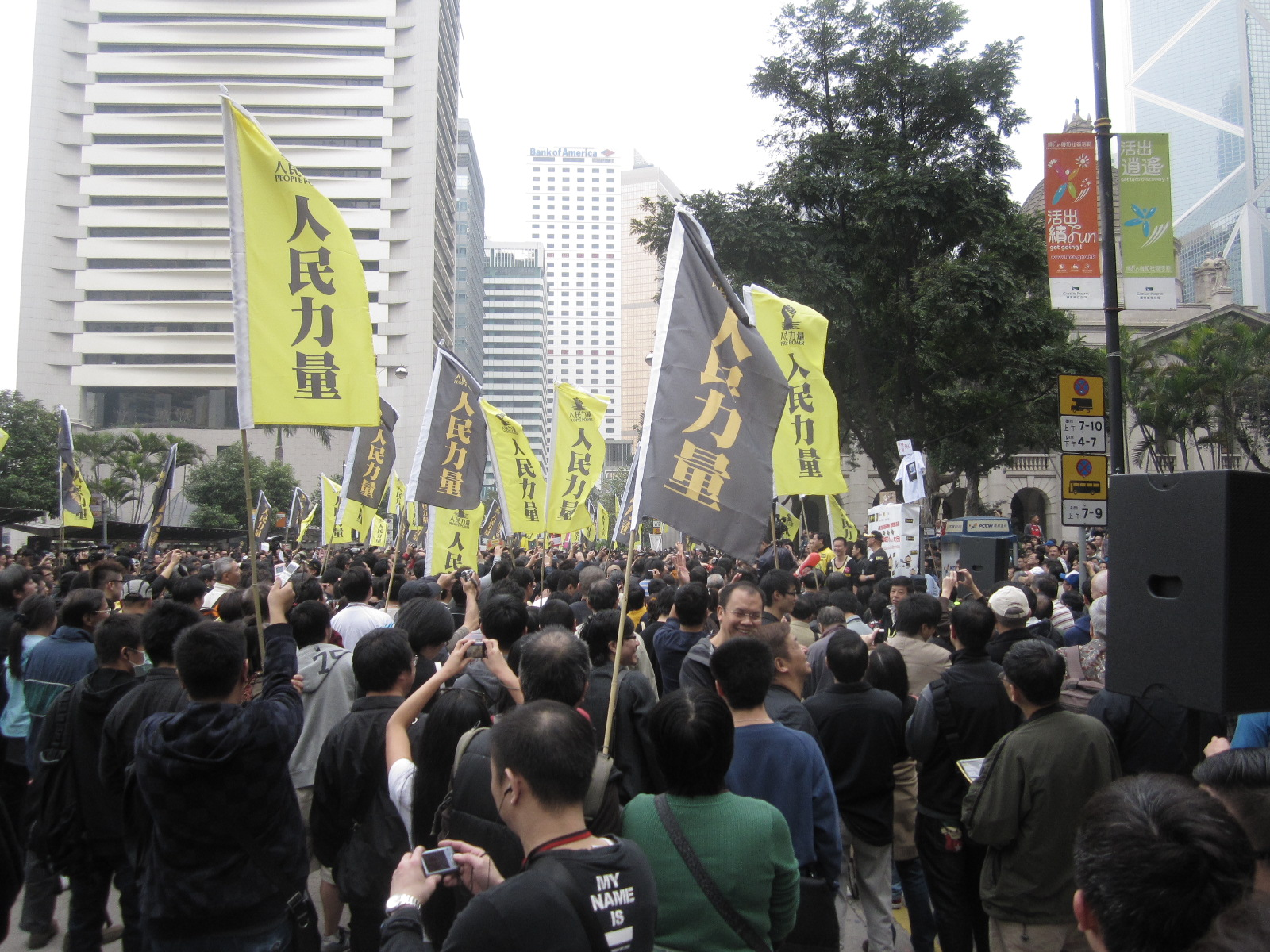
民眾熱烈參與打小人活動。2011年3月6日。
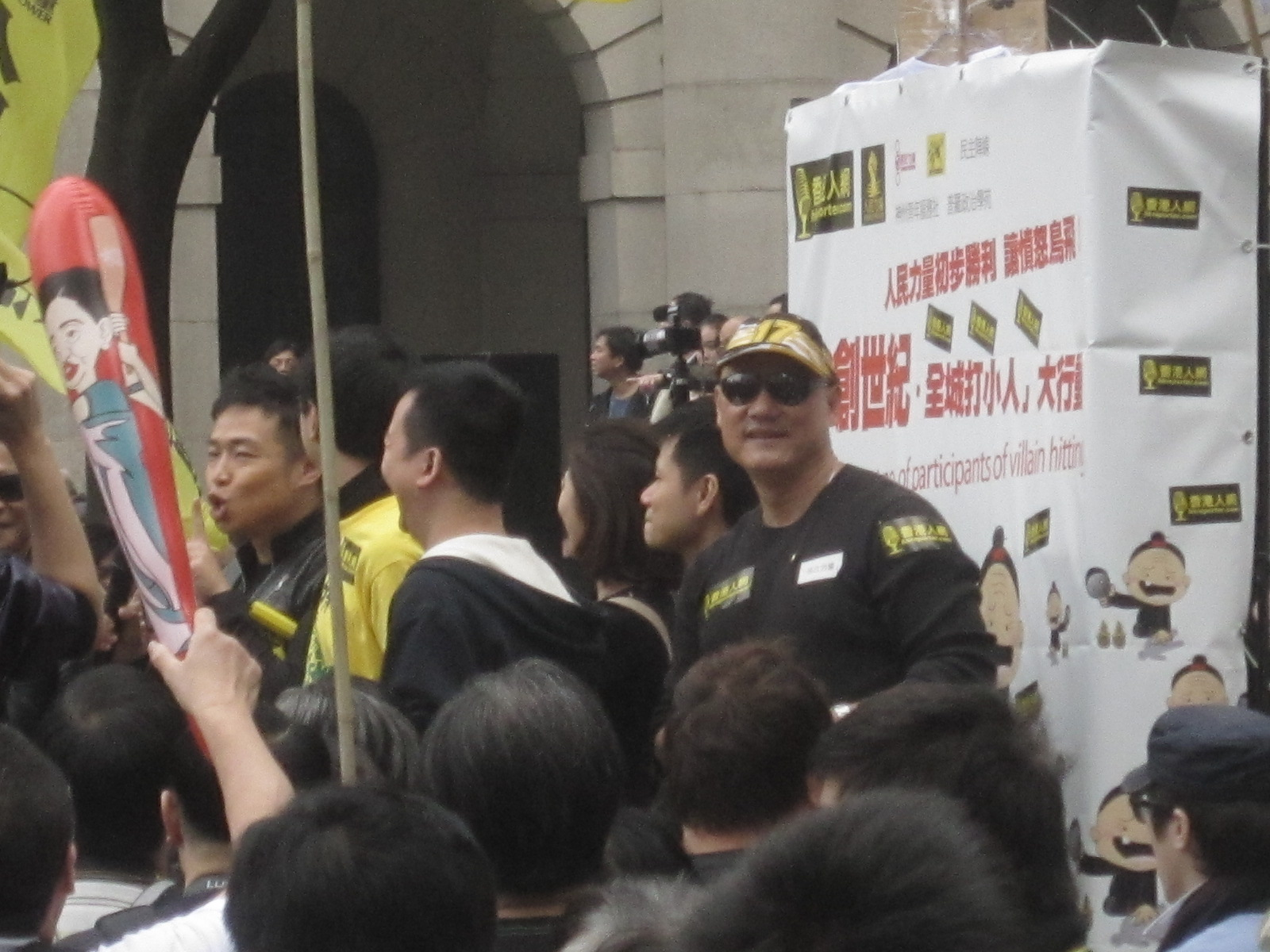
人民力量的一次驚螫打小人，慶祝政府宣佈取消將退款放入強積金戶口，改為現金直接派給市民。圖片台上為陳偉業、林雨陽、袁彌明、陳志全、歐陽英傑。
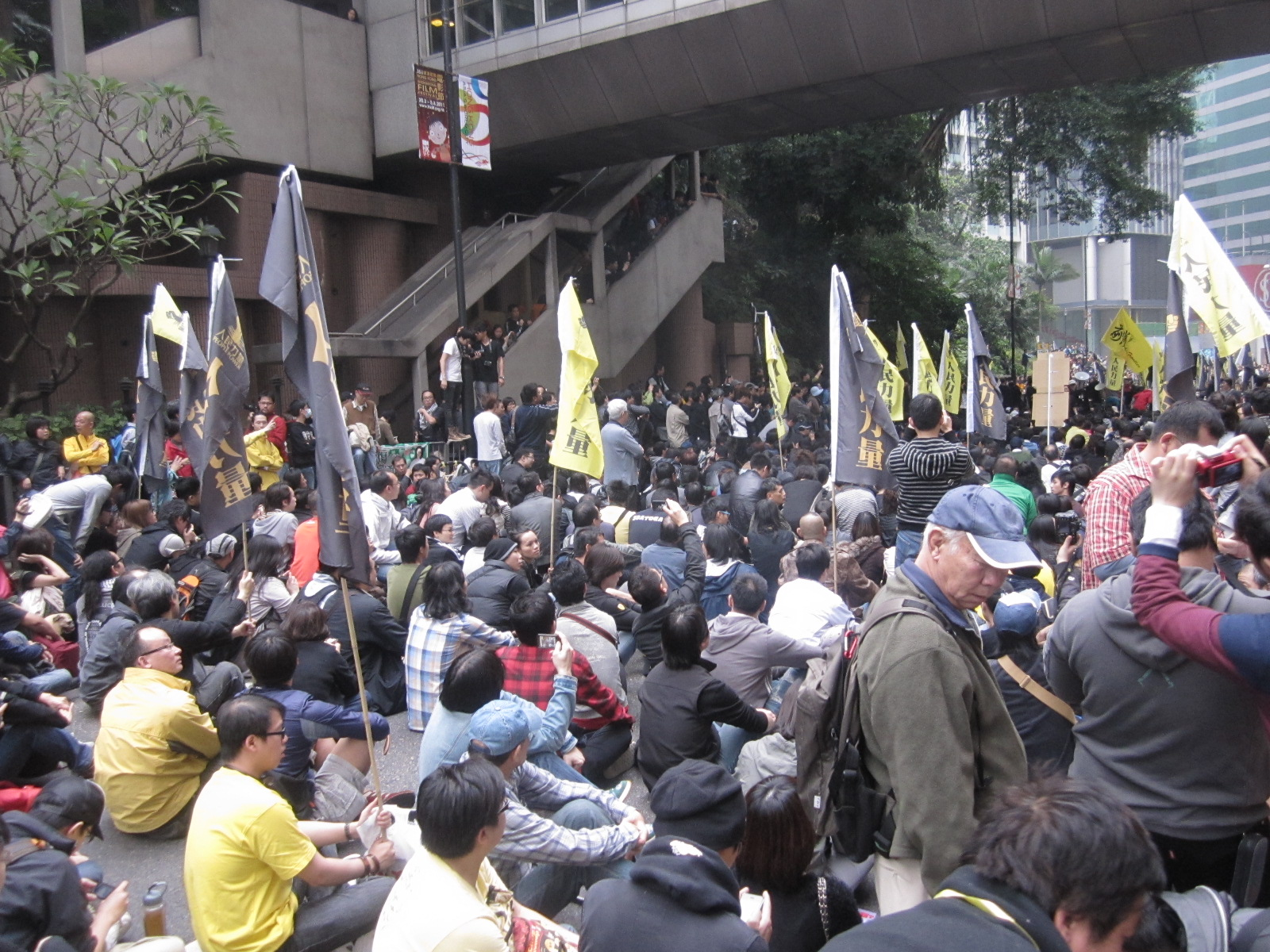
打小人之後，人民力量支持者在舊政府總部之下靜坐。2011年3月6日。
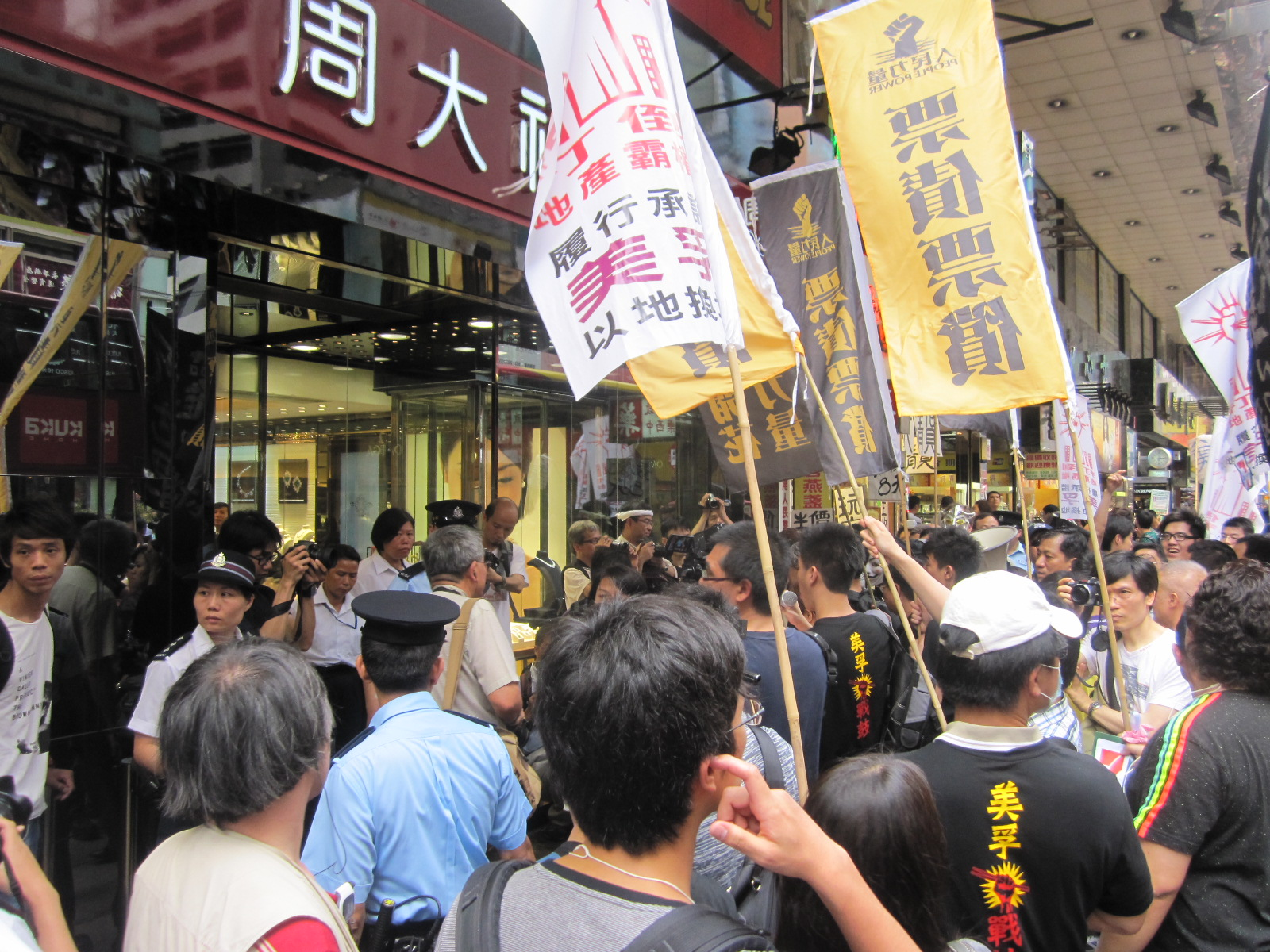
連結美孚苦主，在新鴻基旗下周大福金鋪門口抗議。2011年5月1日。
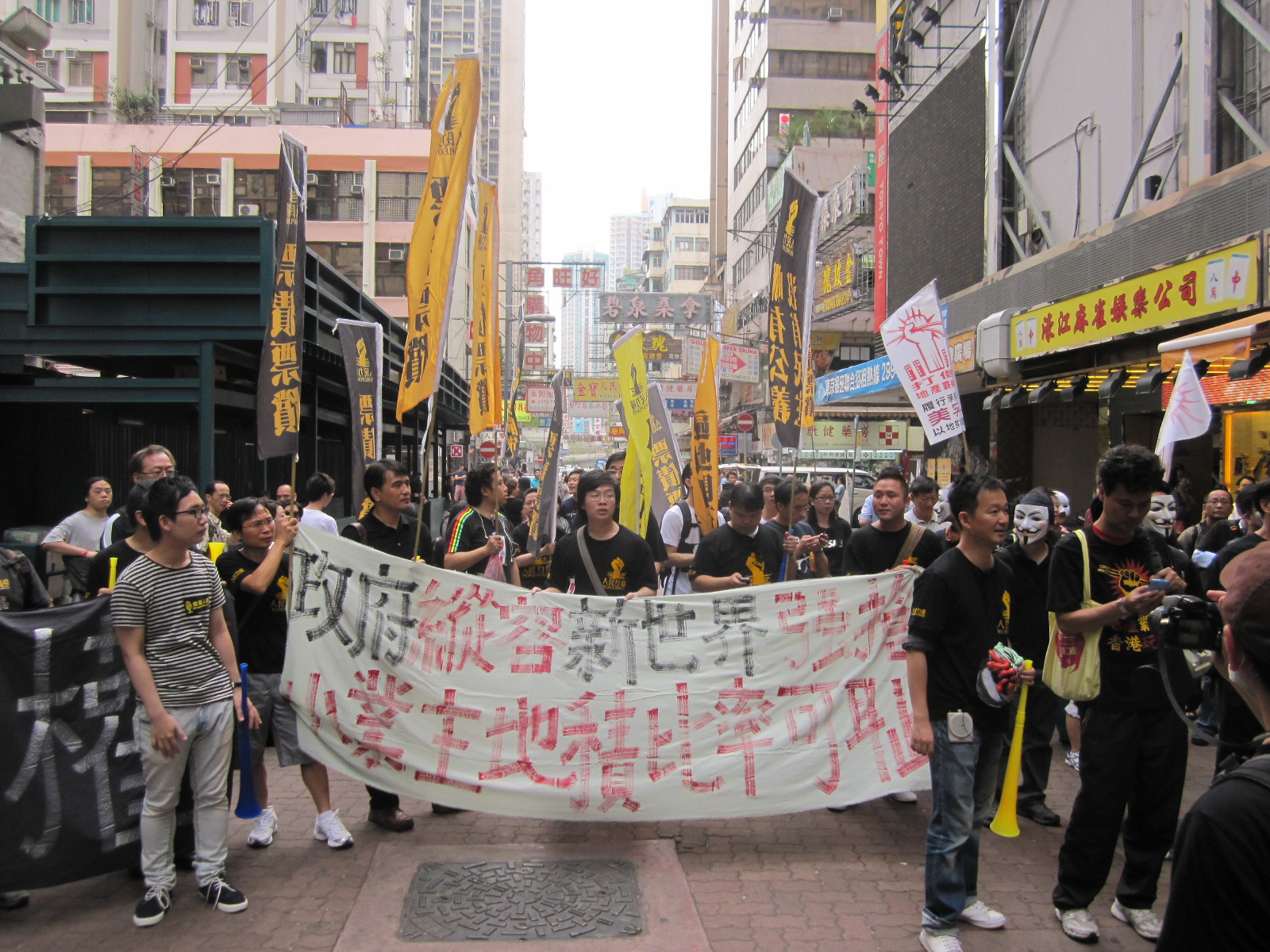
「政府縱容新世界強搶小業主地積比率可耻」，2011年5月1日。
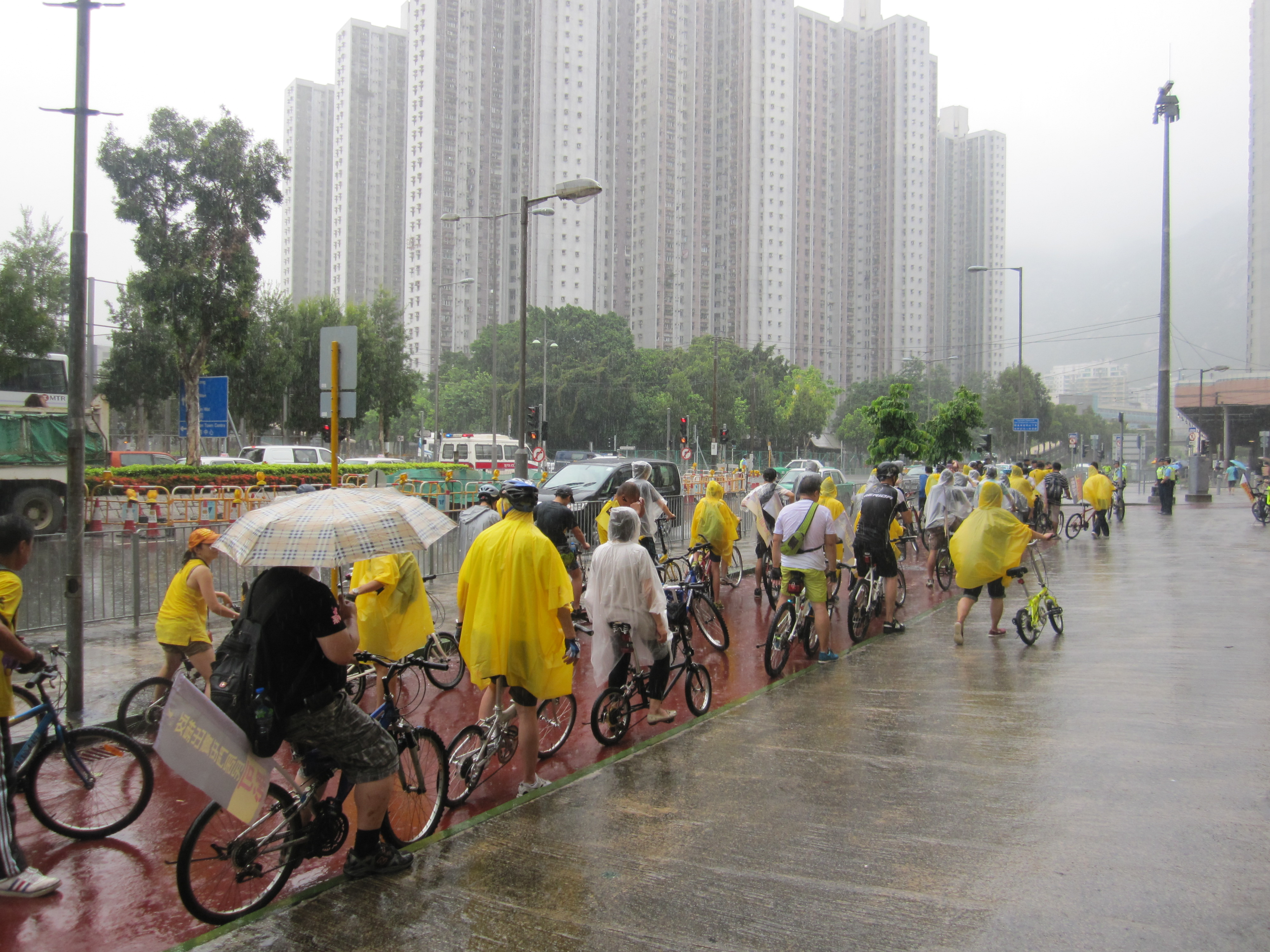
為反對擴建屯門堆填區，人民力量支持者與屯門街坊冒雨踏單車抗議。2013年7月7日。
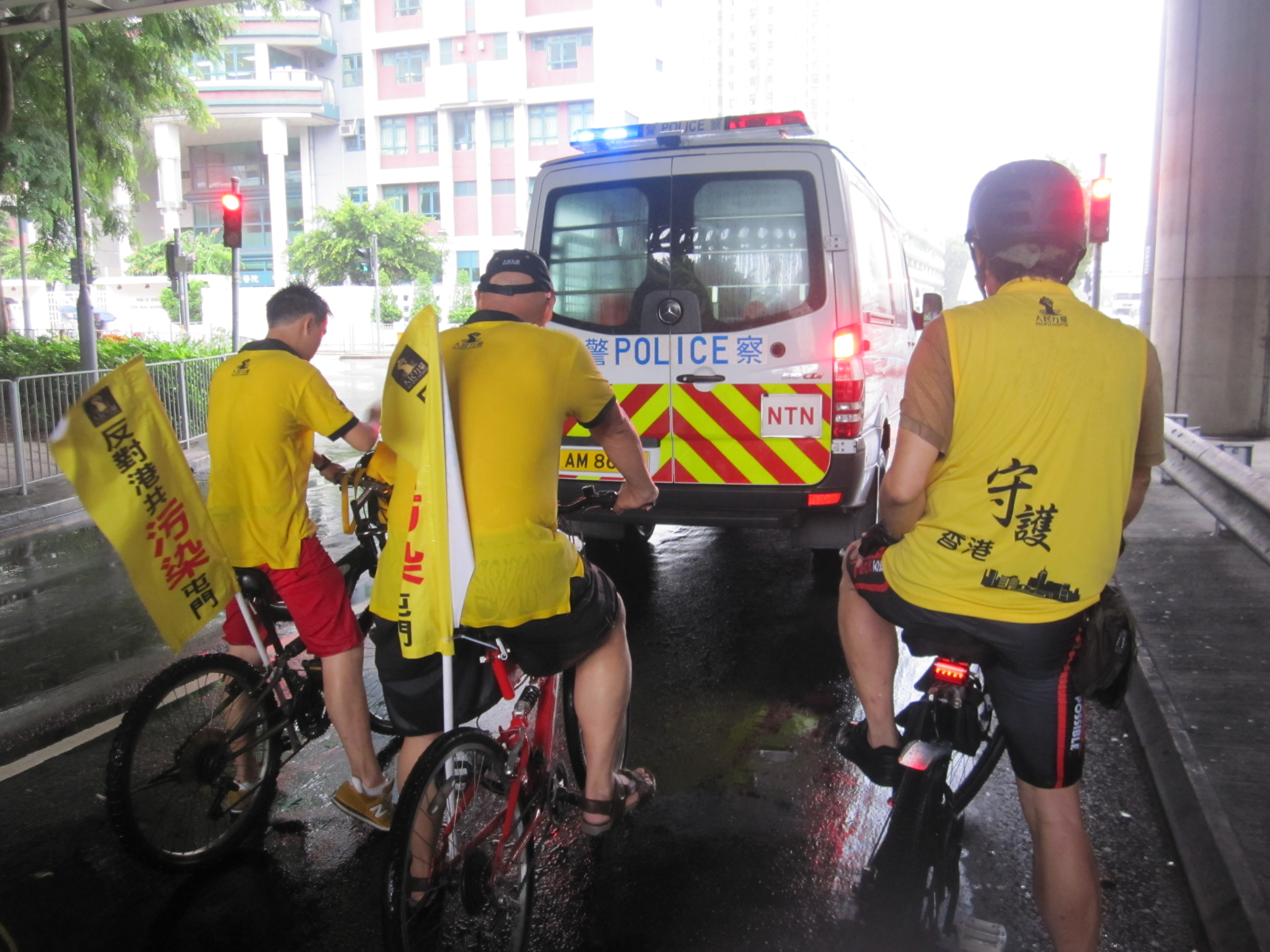
陳偉業議員身體力行，與支持者一同踏單車遊行，反對擴建屯門堆填區。2013年7月7日。

- 傳單

### 2011年香港區議會選舉狙擊行動失敗
人民力量成立之初是一個選舉聯盟，是選舉導向的組織，目標是要教訓那些在2010年通過了政改方案的政黨：「不是以為只狙擊民主黨，人民力量有一個口號，是要『除四民』－－第一民主黨，第二民協，第三民主動力 (如果他違反中立、派員出選)，第四民建聯為首的保皇黨。」人民力量批評這些政黨通過了違反民主原則的政改方案，出賣選民，違反選舉承諾，但把民主黨列為「狙擊」的頭號對象亦受到其他泛民主派的非議。
人民力量狙擊參選人於2011年10月3日成軍，於11月6日舉行的2011年香港區議會選舉，在全港派出參選人數共62人，全面狙擊保皇黨和支持2012政改的民主黨與民協。陳偉業親自空降屯門狙擊民主黨主席何俊仁，不惜放棄自己由1985年鎮守二十多年的荃灣麗興選區 (K10)。選舉結果，人力只有在元朗鳳翔爭取連任的麥業成當選，其餘全軍覆沒，且部份票數不足遭沒收保證金。62人參選只得1人當選，但整體得票率接近10%。
人民力量執行委員黃毓民承認「票債票償」運動失敗，黨內領導層將敗選原因歸咎於部分傳媒抹黑、決定參選時間太短，及選舉部署及人力不足。但人力執委與立法會黨團強調人民力量是領導層集體負責，何況得票率11%，高於往年，因此主席劉嘉鴻不用請辭。11月20日，人民力量開了集思會，判定路線沒有錯誤，今後會加強宣傳，維持一貫「和平、理性、非暴力」的抗爭路線。

### 2012年拉布戰反對替補機制

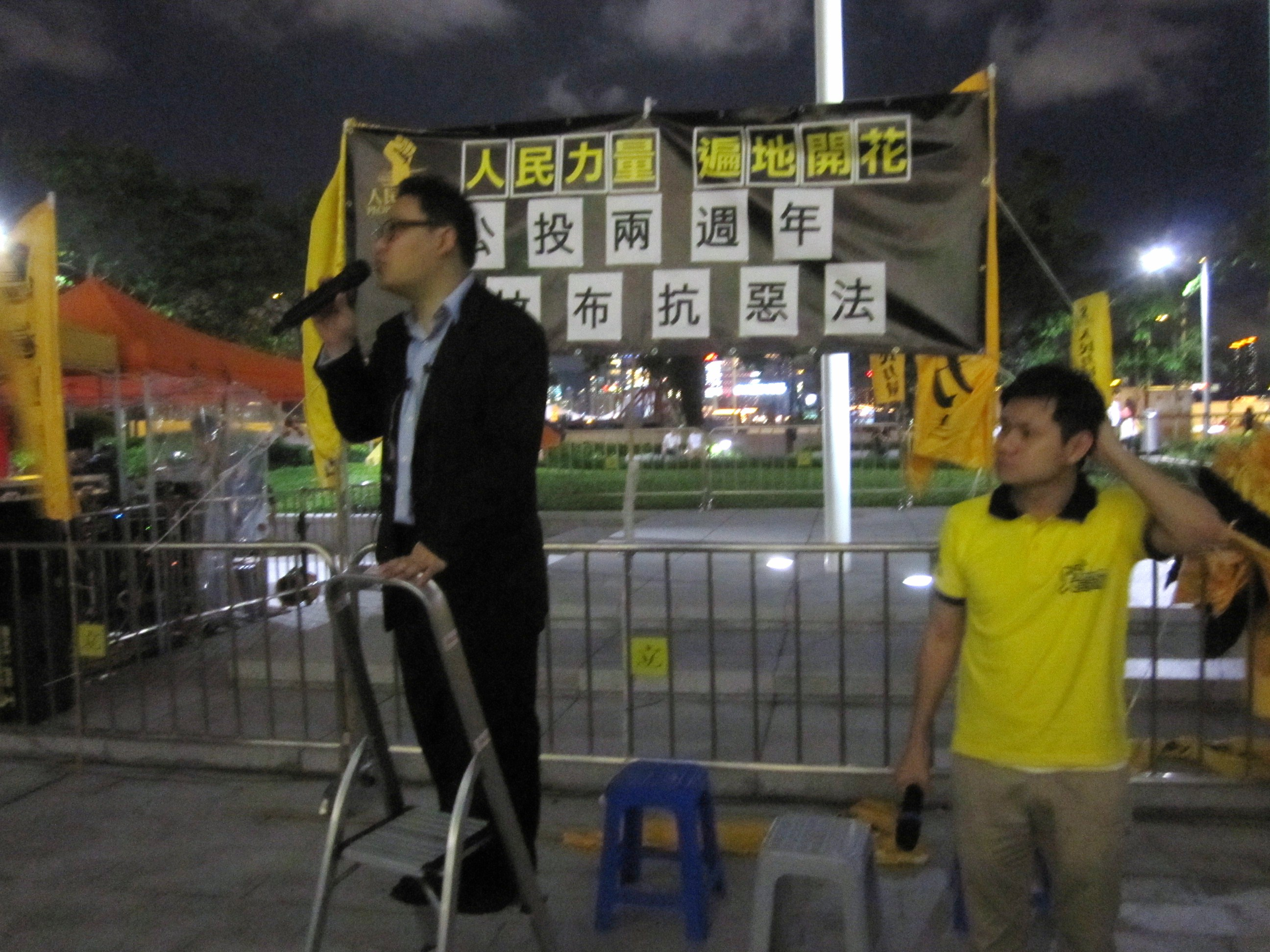
人民力量在立法會門前集會。劉嘉鴻、林雨陽發言。2012年5月16日。這天亦是「五區公投」投票日兩周年。

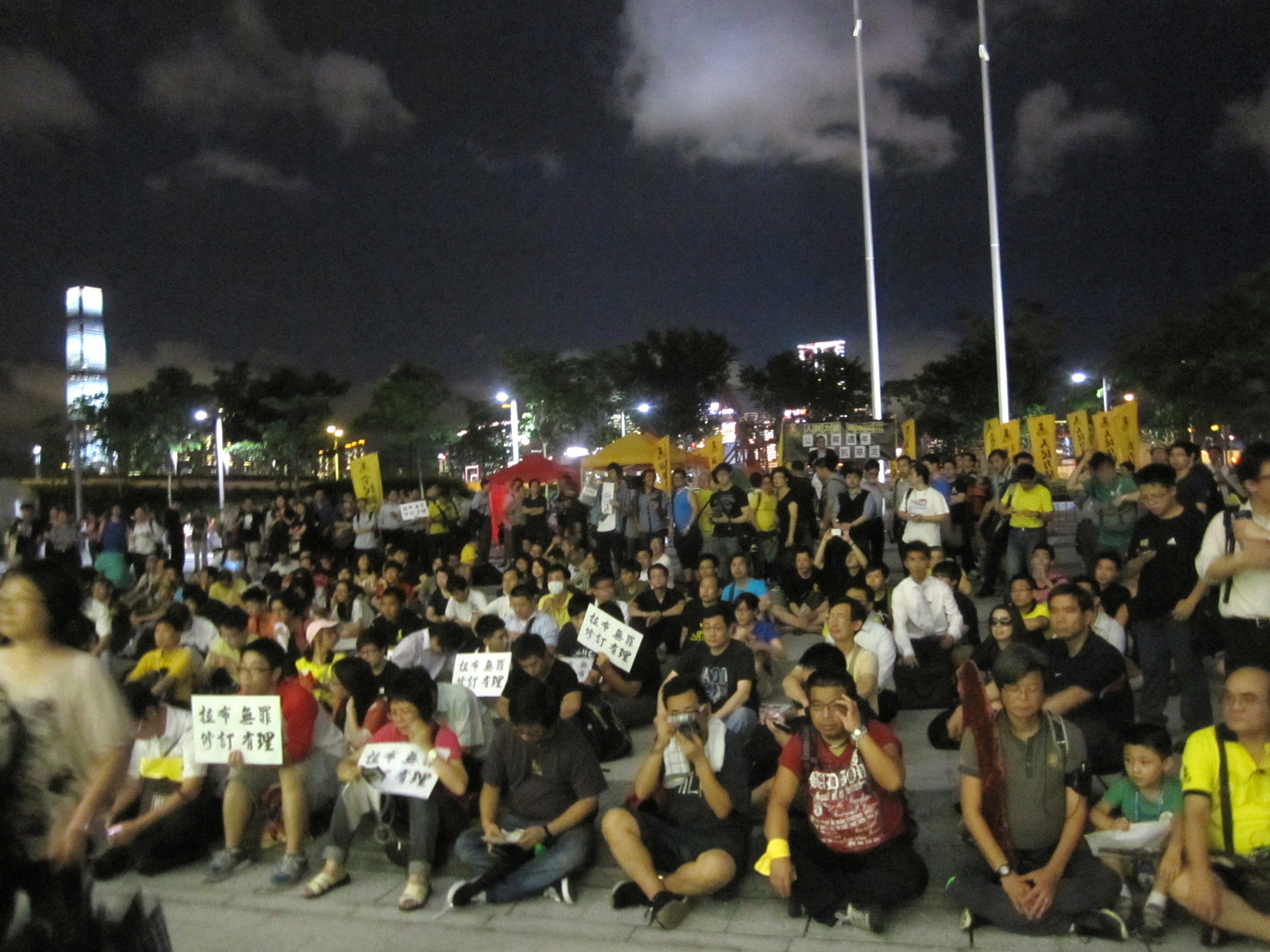
人民力量在立法會門前集會。2012年5月16日。

2010年發生了五區公投。2012年，特區政府為了杜絕立法會議員辭職之後又參與補選，遂修訂補選條例，提出替補機制。人民力量決定發動「拉布」(filibuster)，提交過千條修訂，不斷發言，試圖拖延到在立法會四年任期的死線，讓條例自然流產。當日的「公投五子」之三：人民力量議員黃毓民、陳偉業與社民連議員梁國雄全情參與其中。最終，立法會主席曾鈺成「剪布」腰斬辯論，拉布失敗，無法阻止條例通過。然而，拉布三個星期讓建制派議員不斷犯錯、流會，讓民主派支持者十分振奮。候任特首梁振英的五司十四局政府改組方案更被拖延到沒有時間討論、沒有通過，須要在下一屆立法會再審議。這讓所以反對梁振英的人士都份外開心。人民力量在區議會選舉大敗、「票債票債」受挫之後，一直聲勢低沉。正是「拉布戰」的努力，讓市民另外相看，人民力量聲勢大振。

### 2012年香港立法會選舉
人民力量於2012年香港立法會選舉共派出5張名單（每區各一張），參選人數共15人，黃洋達代表出戰九龍東名單，黃毓民代表出戰九龍西名單，陳偉業代表出戰新界西，劉嘉鴻代表出戰港島名單夥拍香港人網蕭若元出選，陳志全代表出戰新界東名單獲袁彌明搭檔支持。
其中黃毓民、陳偉業和陳志全三人當選。直選得票率9.73％，地區直選政黨得票率排第四名，得票176,250張。其中在九龍東因與社民連分薄票源，導致建制派的謝偉俊當選。

#### 參選名單
- 香港島：劉嘉鴻、蕭若元、歐陽英傑
- 九龍東：黃洋達、陳秀慧
- 九龍西：黃毓民、嚴達明、周峻翹、劉鐵煒
- 新界東：陳志全、袁彌明
- 新界西：陳偉業、陳素玲、黎樂民、湯詠芝

### 選舉后的人事變動
任亮憲不同意黃洋達出選，退出人民力量。人民力量原定於新界西出陳偉業、麥業成兩張名單。後來「票后」公民黨余若薇空降新界西。人民力量決定集中在新界西只出陳偉業一張名單。麥業成、李偉儀與前國民黨人士「民主陣線」退出人民力量。
選舉過後，黃洋達在落敗後不足兩日即說自己「從來只是黃毓民的教徒，根本不支持人民力量」，惹來人民力量及支持者憤怒。另外，林雨陽在選後退出人民力量，出任香港人網行政總裁，以示政黨與傳媒之區隔。

### 2013年元旦民主自由行
2013年1月1日，「民主倒梁力量」召集人陳偉業發動在元旦遊行之後包圍禮賓府，人民力量全力參與。傍晚，警方阻止遊行人士前往禮賓府正門。陳偉業宣佈開展「民主自由行」，與警方打游擊戰，先後在中環多條街道靜坐抗議，癱瘓交通。午夜警方清場，社民連主席「長毛」梁國雄、基督路小教會快必譚得志、人民力量立法會議員陳偉業先後被捕。
陳偉業等發動的「民主自由行」在中環四周圍流竄，與各社運人士在不同地點堵塞道路，是次「流動佔領」的經驗激起社運人士熱烈支持。

2013年元旦遊行暨民主自由行
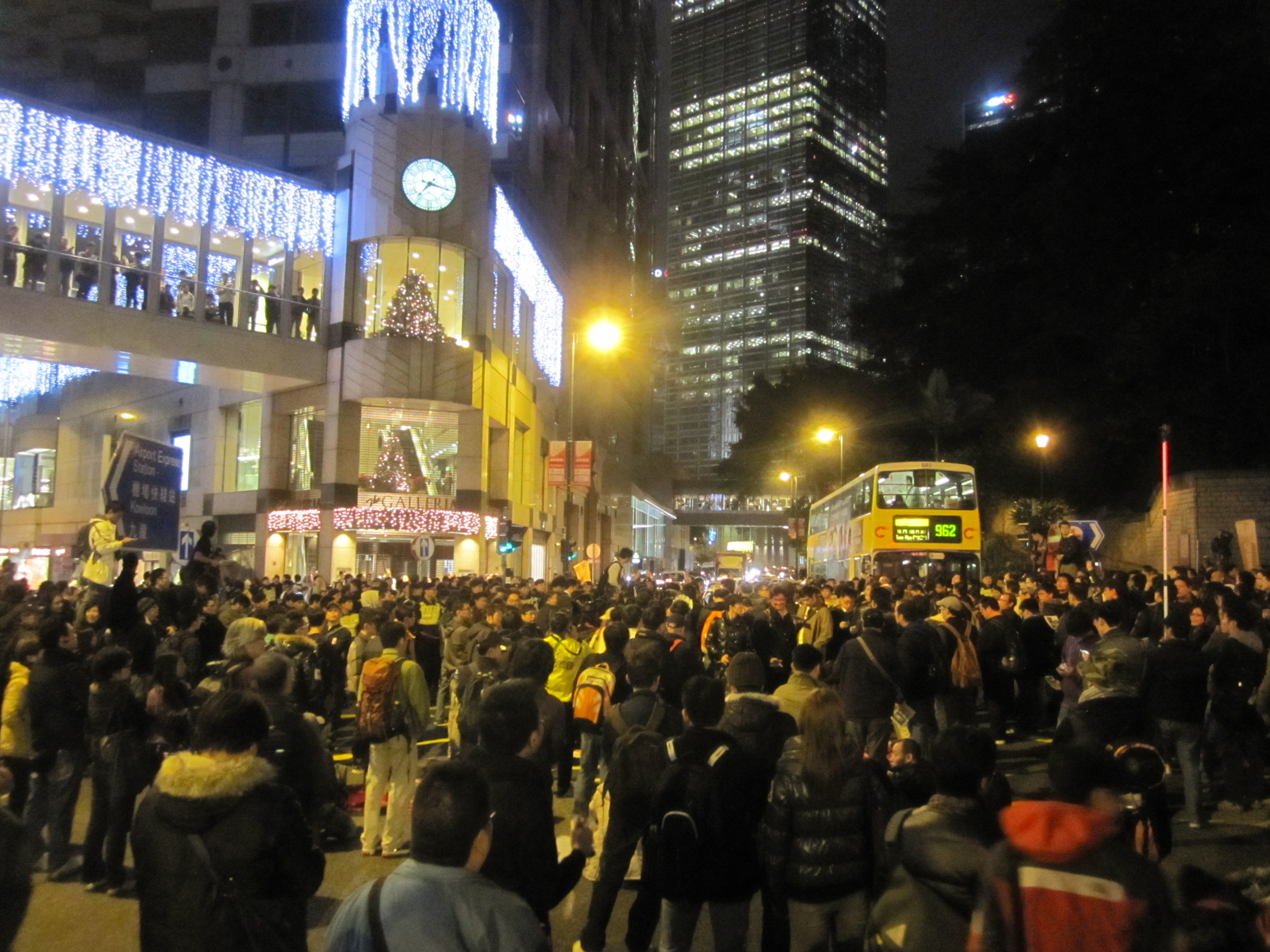
遊行群眾佔領了皇后大道中、雪廠街交界，封鎖馬路。2013年元旦晚上7時半。
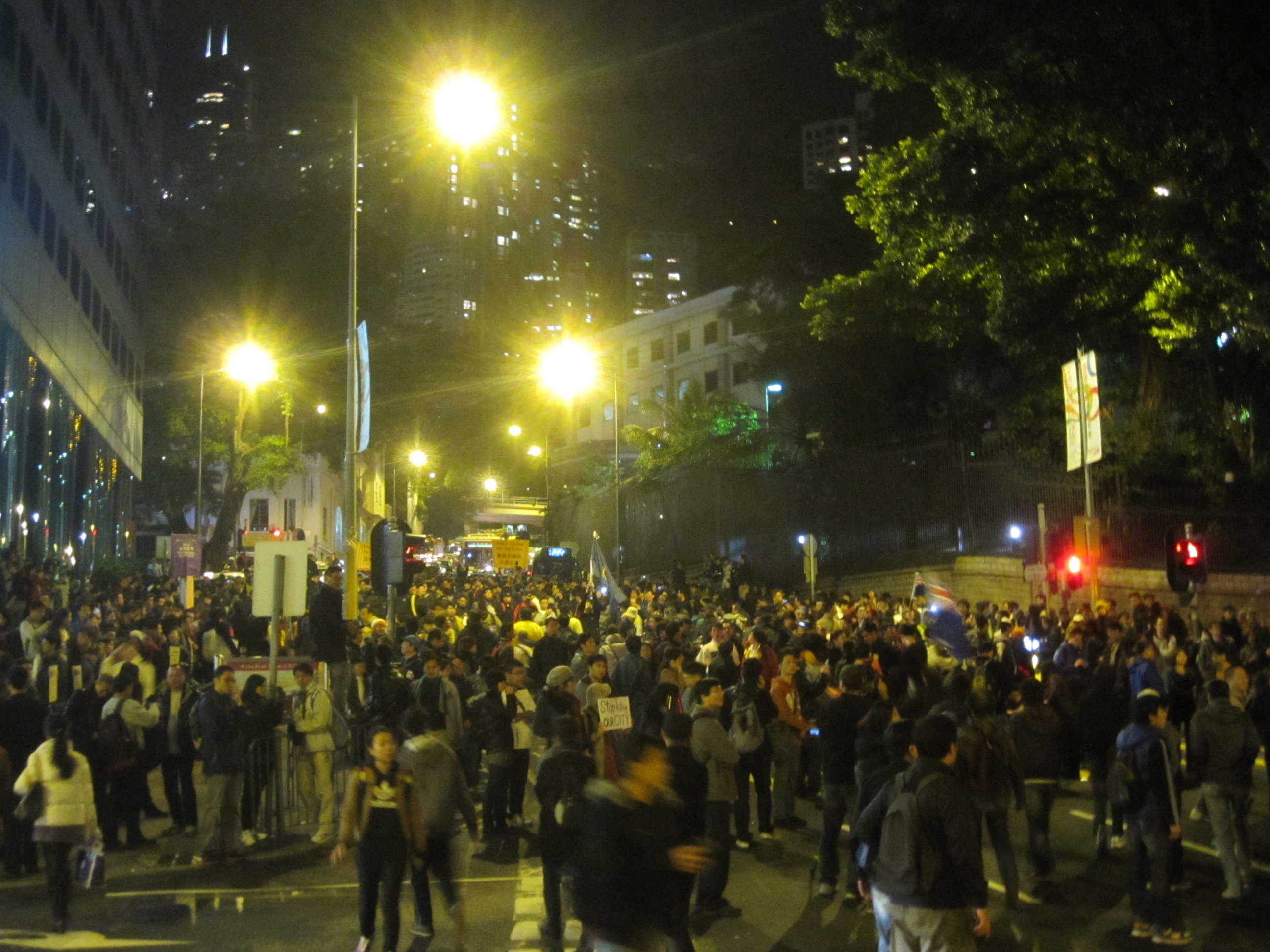
群眾佔據花園道，要遊行上禮賓府。警方在花園道上方亮黃旗警告。2013年元旦晚上8時12分。
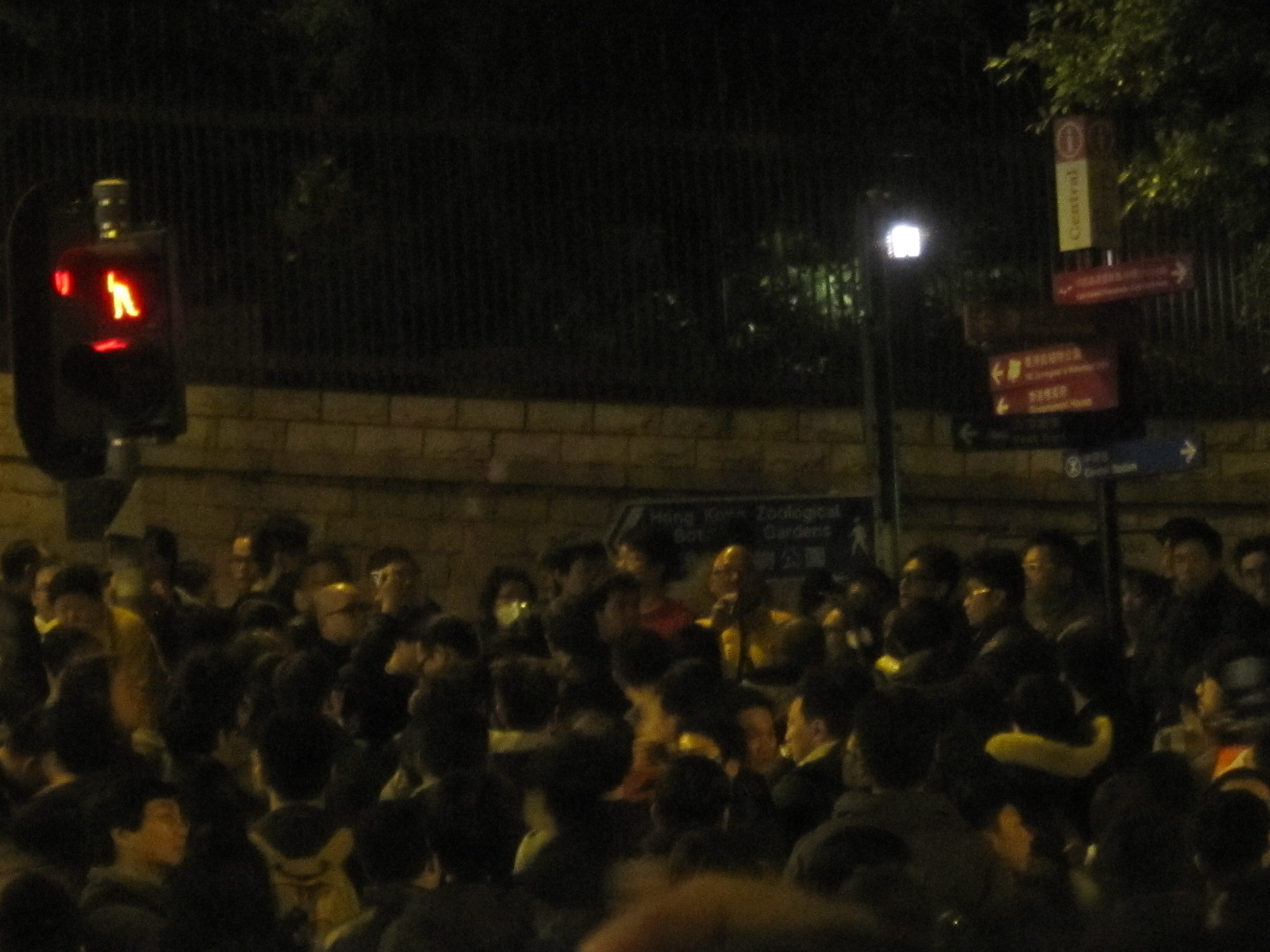
陳偉業向花園道的群眾喊話，並帶領群眾穿越聖約翰座堂、跑台里，擺脫警方包圍。2013年元旦晚上8時半。

### 蕭黃罵戰、黃劉權鬥與黃毓民退黨
2013年3月，黃洋達高調抨擊佔領中環與支持的政黨，斥責公民黨、人民力量、香港人網等是「政棍」。
3月下旬，人民力量主要的網上輿論支持者、香港人網創辦人蕭若元，多次在其網台節目抨擊人民力量立法會議員黃毓民不支持佔領中環，是意圖使人民力量破壞香港民主進程，更點名指出，他與黃毓民先生政見分歧、對他人猜忌妒恨，和2012年香港立法會選舉時以人民力量旗號參選的黃洋達「反骨」、「是小人」，決定在3月30日結束香港人網網台業務。蕭若元與黃毓民決裂，人民力量內部各種矛盾一次過爆發：劉嘉鴻認為投票完結，票債票償也要完結，但黃毓民不同意；人民力量上下極不滿黃洋達「反骨」，但黃毓民維護黃洋達；陳偉業支持佔領中環，但黃毓民不同意，更維護黃洋達攻擊佔領中環，包庇黃洋達攻擊人民力量與盟友香港人網。至此，主席劉嘉鴻宣佈人民力量執委會通過黃洋達為不友善人物，令黃毓民十分不滿。此後，黃毓民一直批評劉嘉鴻的政見，攻擊劉嘉鴻沒有脫離《基本法》框格去追求民主，懷疑劉嘉鴻會在真普選聯盟跟其他溫和民主派妥協，要求劉嘉鴻辭去主席一職。5月20日，黃毓民、周峻翹與普羅政治學苑宣佈退出人民力量。陳偉業、陳素玲等退出普羅政治學苑，另組進步民主連線，加入人民力量。6月20日，劉嘉鴻直言，無法援留黃毓民，需要負政治責任而辭去主席職位。7月17日，袁彌明出任人民力量主席。經歷黨內鬥爭，人民力量繼續留在真普聯之內與泛民協調、拉鋸。

### 為馬尼拉人質死難家屬提出限制菲傭簽證
馬尼拉人質事件發生三年之久，菲方不道歉、不賠賞，特區政府對死難者家屬拖延敷衍。2013年8月18日，梁振英在觀塘出席地區論壇。
人民力量讓出門券入場給菲律賓人質事件殉職的領隊謝廷駿兄長謝志堅，並獲抽中提問，當面要求交代何時為死難者取回公道，質疑為何台灣用三個月已處理「漁民被殺」問題，香港卻三年還未處理好。這次提問再次激發社會關注，逼令梁振英與特區政府再次向菲方交涉。然而，會談沒有結果。2013年10月9日，人民力量提議向立法會提出私人條例草案，從來年四月起，分四階段限制菲傭入境，向菲律賓施壓。這個制裁提議令菲方與特區政府即時有回應，獲得讚賞。隨著之後香港與菲律賓政府談判膠著，人民力量遂於12月21日提交私人草案要求限制菲傭入境。最終逼令菲方由馬尼拉市長親到香港面見死難者家屬道歉、賠償，解決事件。

### 陸路旅客入境稅
香港已成為全球旅客數字最高之地，訪港旅客達7000萬人次。鑑於中國自由行旅客泛濫、走私客猖獗，上水、屯門區民生活大受困擾，人民力量在2014年2月10日公開呼籲政府執行「陸路旅客入境稅」，向經陸路入境的旅客每次入境徵收100元，讓走私客無利可圖，讓低消費力的旅客却步，有利吸引高端旅客。人民力量估計此舉可減少訪港旅客每年1,000萬，並為港府帶來每年36.5億元稅收。
然而，建制派與特區政府一致反對。新民黨葉劉淑儀指陸路入境難以收稅；旅遊業界指會損害香港形象云云。梁振英說陸路入境稅是不可行，更直斥有些香港人「未富先驕」。人民力量立法會議員「慢必」陳志全即時反駁，指現在香港「未富先『凋』，係凋謝個凋」。面對這些反對，人民力量在全港各區連續多個星期間街站收集街坊簽名，推介陸路入境稅。漸漸，陸路入境稅成為了政界與學界的主流意見。公民黨也跟隨提倡「陸路旅客24小時出境稅」。

### 聲援東北村民
2014年6月13日晚，示威群眾聲援東北村民，反對新界東北發展計劃的前期工程撥款，衝擊立法會。當晚會議結束，人民力量主席袁彌明乘私家車橫泊於立法會停車場出口，企圖阻延建制派議員離開，讓示威者向議員示威，與建制派議員蔣麗芸罵戰，擾攘近兩個小時，多名建制派議員被逼棄車步行離開立法會。事後建制派議員蔣麗芸、梁美芬、麥美娟等報警控告袁彌明違反立法會特權法，袁彌明與陳志全議員反告蔣麗芸涉嫌恐嚇及刑事毀壞。
2014年6月27日，立法會財委會繼續審議新界東北前期撥款，而在場外，大會宣佈有超過4,500名示威者到場，感謝市民多次到立法會聲援村民。休會期間，人民力量議員陳志全到議會外聲援示威者，場外氣氛高漲。而當陳志全在復會後，一度被財委會主席吳亮星逐離場時，場外觀看直播的市民齊聲高喊「加油」、「泛民頂住」及「吳亮星可恥」等口號，為場內的泛民議員打氣；而當陳志全不用被逐離場時，示威者皆報以掌聲。

### 真普聯內跟民主黨的政治角力
2013年3月21日，人民力量聯同其他泛民主派政黨及團體成立真普選聯盟。人民力量參加真普聯，主因是「挾實」綑綁民主黨，避免泛民主派在失去監察之下背離真正民主原則。前主席劉嘉鴻直言：「是政治操作問題，因為我們要綑綁民主黨，我們不可以在外面。」人民力量不斷在真普聯內外號召「公民提名」選出行政長官候選人，令民主黨感受到前受未有的阻力，遂在主流傳媒公開指責人民力量破壞泛民團結，人民力量高調反駁。雙方在真普聯會議內的罵戰更廣被報導。
2013年底，民主黨為回應公民提名，提出了「三軌方案」，其中一軌就是公民提名。人民力量直指民主黨打算隨時放棄其中一軌，讓北京接受，令香港的特首選舉無法逃過篩選，因此不斷高舉「三軌方案，缺一不可」，「公民提名，不可或缺」，與民主黨繼續罵戰不斷。

### 海怡西區議會補選

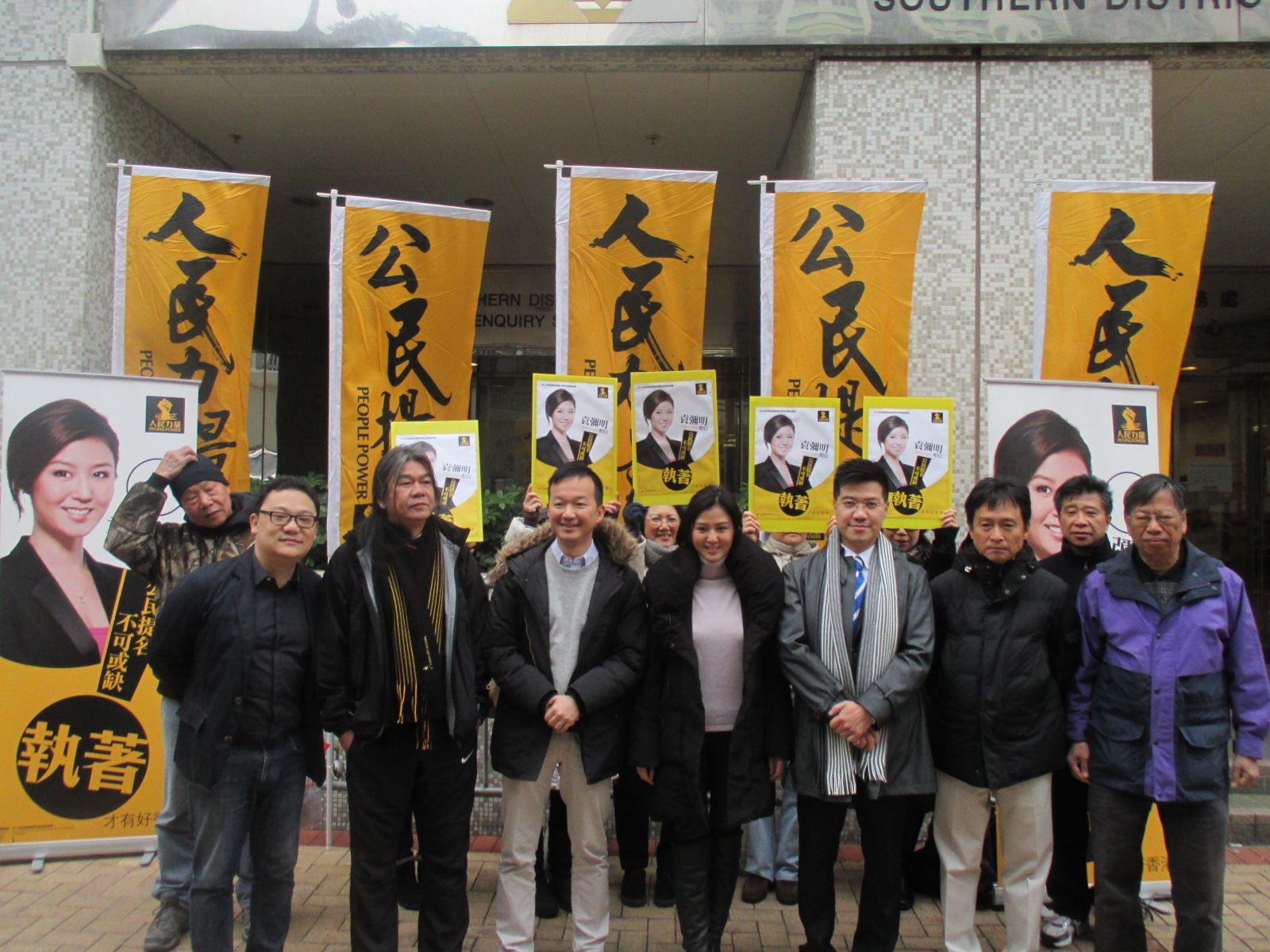
人民力量「劉嗡」劉嘉鴻、社民連「長毛」梁國雄、人民力量「慢必」陳志全、新民主同盟范國威、蔡錦源導演、前綫甄燊港，聯合支持人民力量主席袁彌明出選海怡西。

2013年12月，退出民主黨的香港島南區海怡西區議員馮煒光被梁振英聘任為新聞統籌專員，辭任海怡西區議員職務。海怡西議席要進行補選。
建制派決心奪走此席。民主黨派港島區立法會議員單仲楷出選海怡西，試圖奪回議席。人民力量嚴厲譴責民主黨2011年支持馮煒光出選，馮氏違反對選民承諾、欺騙選民，民主黨未有向選民道歉；而當日人民力量、選民力量派林雨陽到海怡西區選「票債票償」、狙擊民主黨，證明人民力量是正確的，決定派出主席袁彌明出選，執行尚未完成的「票債票償」任務。還未正式報名，袁彌明就已經頻頻落區接觸居民，連單仲楷都承認自己有所不及，說袁彌明至少會「鎅」走500票，直言自己無甚勝望。2014年1月23日，人民力量在報紙《AM730》出全頁廣告展示袁彌明大頭相與「公民提名不可或缺」，將海怡西補選擴展為政治議題，不但關注海怡西民生事務，更在地區宣傳公民提名。單仲楷獲得「飯盒會」內傳統的泛民主派政黨與及教協簽名支持。2月11日，袁彌明報名參選，社民連主席長毛梁國雄、新民主同盟主席范國威、進步教師聯盟韓連山出席，展示進步民主派團結支持。袁彌明更得到住在海怡屋苑的前立法會議員鄭家富公開站台支持，聲勢更盛。人民力量投入全港的義工到海怡西選區，令新民黨與中聯辦也動員大量街坊「師奶」助選，將區議會升級為立法會競選一般。
3月23日選舉日，4,059人投票，投票率為53.65%，較2011年區議會選舉高。新民黨陳家珮以2,023票當選 (50%)。袁彌明以1,083票排第二 (27%)，力壓一心重奪原屬民主黨陣地的單仲偕僅獲920票 (22%)，有24張白票。對比2011年區選結果，袁彌明得票較當時出戰的人力林雨陽增加近五倍，單仲楷卻較當時民主黨馮煒光得票跌逾一倍。袁彌明得悉結果後，興奮得跳起來，喜極而泣。人民力量高調宣佈，雖然敗選，卻證明了「公民提名」勝利了，「進步民主派大獲全勝，公民提名今次係贏咗」。學者分析選舉結果，證明激進泛民支持者繼續增加，即使中產區也出現同樣情況。人民力量的得票率更能反映市民對激進民主派的認同。這也代表著市民對民主黨的容忍度已經到了極限，而立場也開始偏向使用較強硬的抗爭多於理性的談判遊行。政界中人估計，人民力量經過今次「試票」，袁彌明將於2016年香港立法會選舉轉戰香港島直選。民主黨的議席甚至可能會被人力或公民黨奪去，令該黨可能絕迹其傳統票倉港島中產區。
人民力量自黃毓民退黨後，實力削弱。但經歷了「公民提名」連場政治角力，在海怡西選舉終於超越民主黨，士氣大振。人民力量在中產選區首次超越民主黨，是黃毓民年代也做不到的佳績。這證明了人民力量的政治方向正確，重奪聲威。連「和平佔中」發起人戴耀廷都對人民力量刮目相看，表示欣賞。人民力量乘時擴大宣傳「公民提名不可或缺」、「三軌方案缺一不可」，引致了後來6.22民間全民投票三個都是公民提名方案，對佔領中環與雨傘運動影響深遠。

### 622電子公投與民主黨的角力
湯家驊、民主黨等「溫和民主派」在真普聯內角力失敗，戰場就轉到了和平佔中電子公投。其時戴耀廷、陳健民決定在商討日三 (D Day3) 延覽各方賢達提交政改方案，總共十五個方案，讓簽署了佔領中環意向書的市民參投票選出三個方案。選出的三個方案將會在2014年6月22日舉行6.22民間全民投票。真普聯交了三軌方案給和平佔中。湯家驊、陳方安生各自交了立場保守的政改方案。人民力量，社民連，學民思潮、學聯「雙學」也各自交上方案。其時，呼聲最高的是雙學方案。真普聯三軌方案有泛民主派推介也當入選。眾人最關注第三個入選方案會是溫和或激進、保守或退步。人民力量接洽社民連，兩黨結成共識：社民連放棄自己方案，集中支持人力雙軌方案，務求讓雙軌出線，讓三個出選方案都帶有公民提名。
投票結果，雙學方案、人力方案、真普聯方案一同出線，全部皆有公民提名。其他的保守方案全被淘汰。
人民力量、社民連奇襲成功，讓溫和民主派極度不滿。民主黨在真普聯、和平佔中電子公投連翻挫敗，正式反目，宣佈622電子公投後不再參與真普聯的會議，退出真普聯。2014年6月29日晚點票結果，6.22民間全民投票由真普聯三軌方案勝出。

### 雨傘運動
戴耀廷提出佔領中環，人民力量同意其和平非暴力的公民抗命之原則，但不同意戴教授計劃的步驟與執行方式。人民力量認為，佔中倡議者把社會運動如同馬拉松賽跑般籌劃是太理想化。人民力量主席劉嘉鴻表明今年七一是「最適合場合」預演佔中，認為如此大型運動，市民需要實習。他又指人力以往已發動堵路，「無人有專利」，不同意人力今年自己組織行動會騎劫佔中運動。由於黃毓民不同意佔領中環、攻擊劉嘉鴻等爭議，人民力量遲遲未有對佔領中環表達明確立場。
2013年6月，「基督路小教會」快必譚得志發動「夾實佔中、堅搞普選」運動，投入支持與監控佔領中環運動。7月，快必回歸選民力量，並出任人民力量執位。8月，人民力量公開宣佈支持和平佔中概念和公民抗命行動，希望能在堅持人力政改立場同時，透過成立小隊積極支持佔中行動；一旦佔中發生，人力將會服從和平佔中運動的指揮。2013年10月，人民力量與快必「夾實佔中」活動原班人馬，邀請社民連主席長毛梁國雄、網媒謎米香港創辦人蕭若元等，組成「佔中後援會」，聲言發動進步力量，既協助也監督「愛與和平佔領中環」運動，盡力確保佔中運動只會為「真普選」方案去佔領，希望可以是公民提名。經622公投、中共831落閘之後，學民思潮、學民、人民力量、社民連成為了唯一與中共繼續博弈的政治勢力。2014年8月至9月，人民力量在尖沙咀、中環鬧市舉行汽車遊行、單車遊行，繼續推動佔領中環運動。
2014年9月28日下午，雨傘運動爆發。人民力量、佔中後援會與大群民眾佔據了外圍的金鐘道，配合學聯、學民思潮等佔據夏愨道，實踐「佔領中環」的主旨：佔領馬路、癱瘓交通，脅逼政府。此後，人民力量一直配合學生、「地主」，守護金鐘道。人力主席袁彌明帶隊負責金鐘道陣地。佔領兩個星期，曾要求政府以公民廣場交換金鐘道，藍絲帶人士試圖清場。終於在10月15日被警方清場，開通金鐘道。金鐘道「地主」學生退守樂禮街，人民力量、佔中後援會退守添馬街，繼續守護夏愨道主佔領區。

#### 堅守旺角佔領區
9月28日群眾佔據金鐘遭到催淚彈鎮壓。憤怒的群眾佔領了旺角彌敦道、亞皆老街十字路口。人民力量認為旺角佔領區有決定性影響，為雨傘運動開闢第二戰線，媲美二次世界大戰的諾曼第登陸戰－－旺角處於香港中心，交通四通八達，方便市民聚集之餘，亦令警方難以防守，是故警方往往朝早清場，市民晚上重新佔領。旺角佔領區的群眾組合與金鐘的有明顯不同，金鐘是清新整潔的大學校園，旺角的龍蛇混雜、亂中有序；金鐘是學生與白領，旺角有大叔大嬸、陀地長毛飛。旺角的群眾組合以基層為主，並非傳統社運人士，包括旺角街坊，甚至有部份是黑社會社團人士。這改變了過去民主運動由中產、知識份子帶領的慣例。人民力量認定不同階層共同爭取民主，無疑大大擴闊了民主運動的光譜，為日後政治運動帶來新動力。
為此，人民力量堅守旺角。人力執委綽號「快必」的譚得志主力守護旺角佔領區，成為佔旺區一大勢力。卻也因此跟黃毓民、黃洋達等人產生嚴重衝突，終於發生了「勇武派衝擊人力大台」事變。11月26日，旺角清場，人力執委快必譚得志被捕。
12月11日清晨，金鐘清場前夕，人民力量執委蘇浩在家中被捕，被控非法集結；中午，金鐘清場，泛民主派全體議員靜坐等待被捕；下午 5時50分，人力主席袁彌明與立法會議員陳偉業、慢必陳志全被捕。

人民力量在雨傘運動的參與
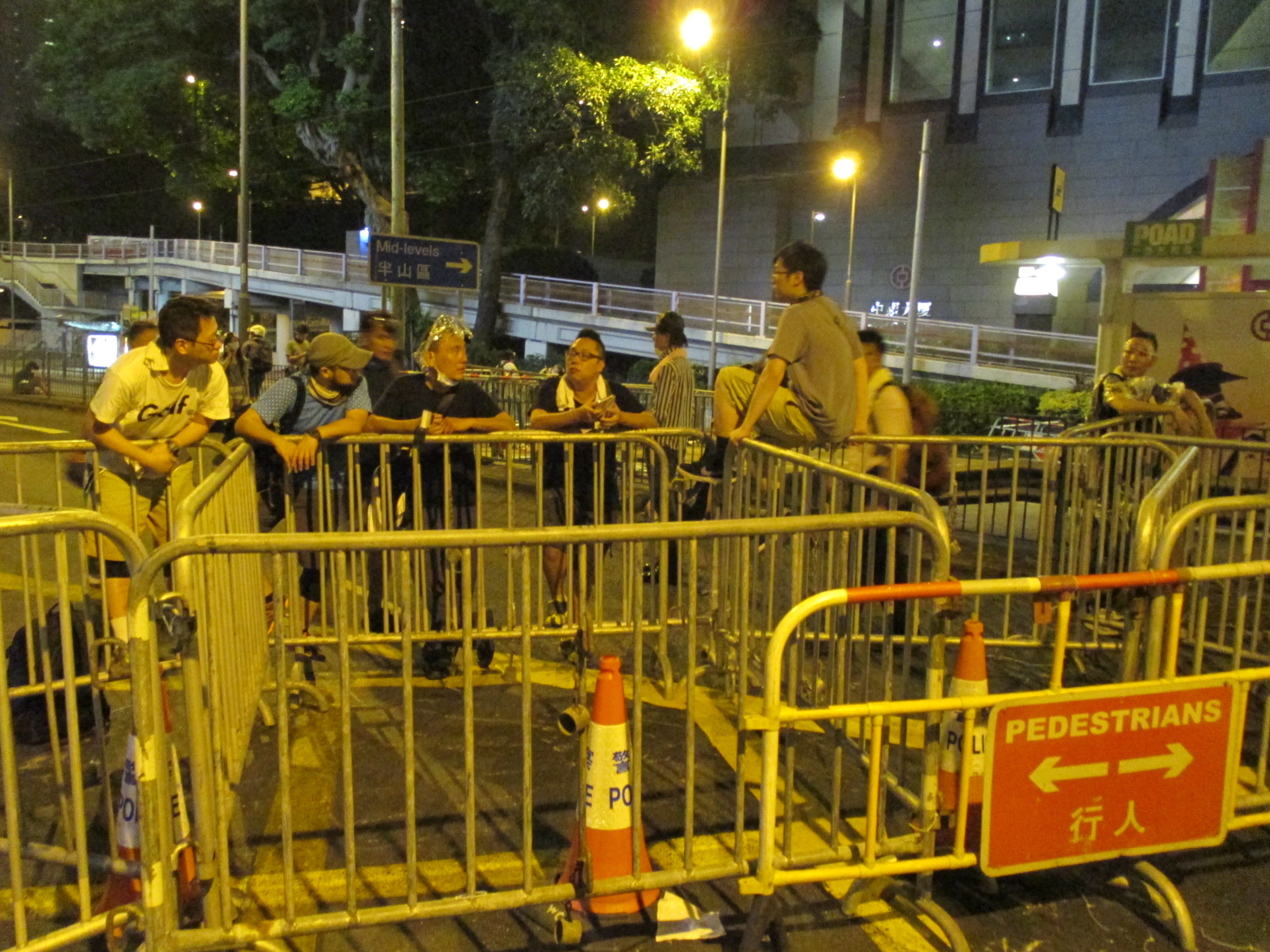
快必跟佔中後援會支持者，與少數市民留守佔領金鐘道。2014年9月29日零晨零時50分。
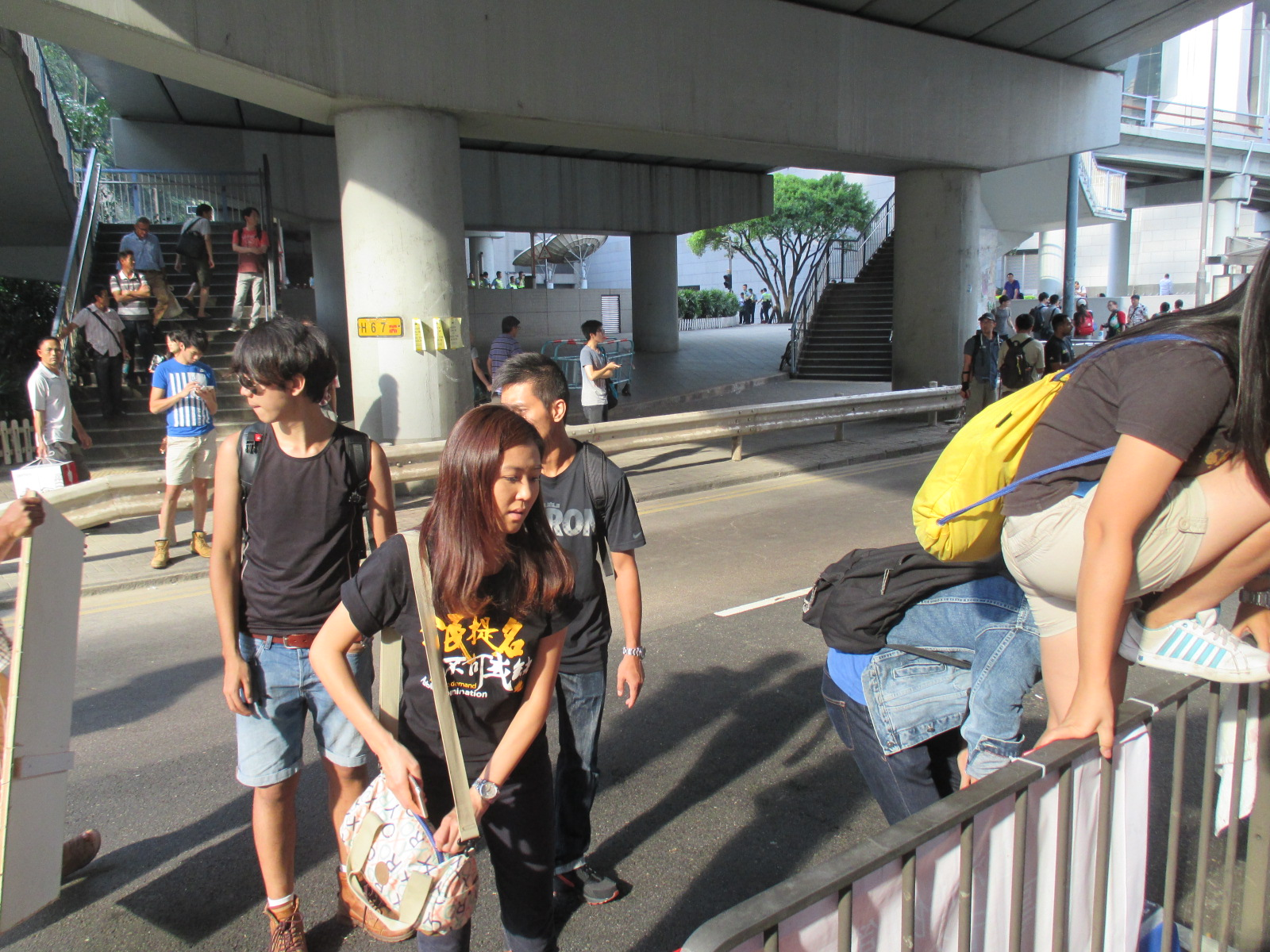
2014年10月13日下午3點半，藍絲帶衝擊金鐘道佔領區。人力主席袁彌明憂心仲仲。
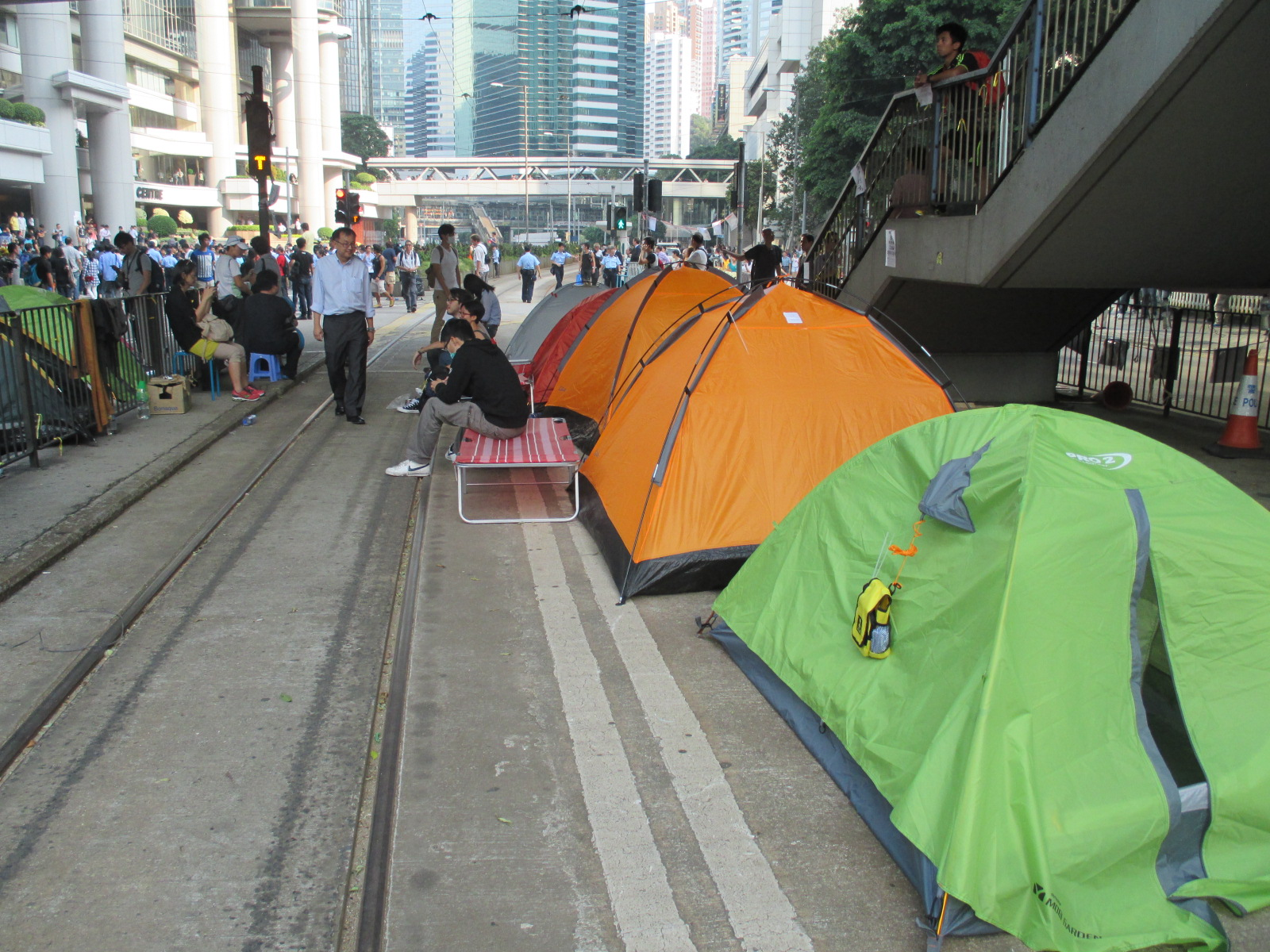
人民力量留守金鐘道的陣地。2014年10月13日，金鐘力寶中心。
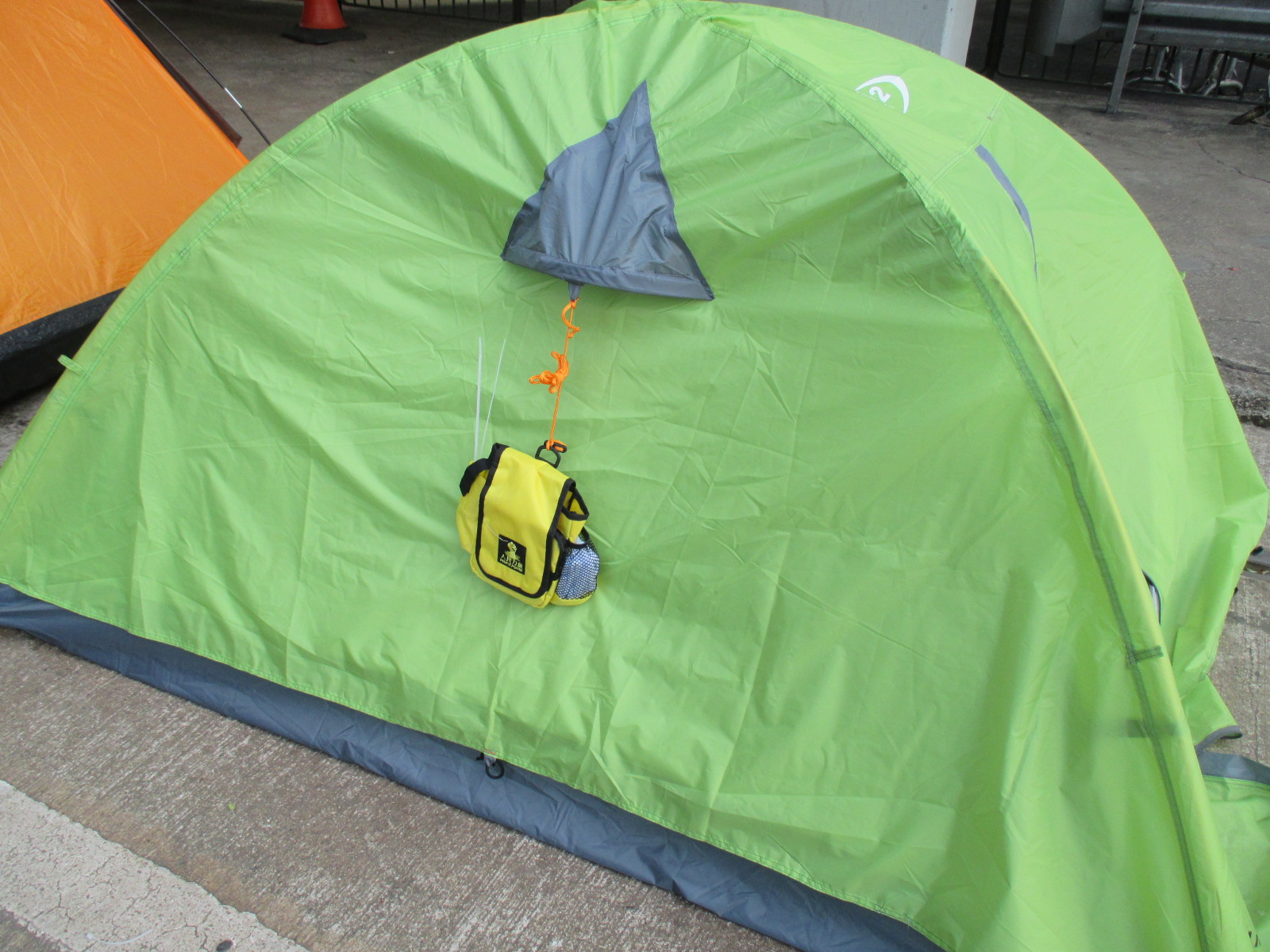
人民力量留守金鐘道佔領區，協助留守的學生與「地主」。
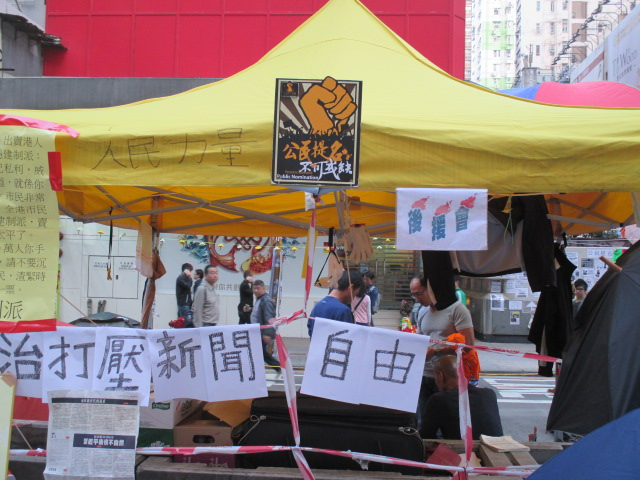
佔中後援會與人民力量金鐘添馬街街站
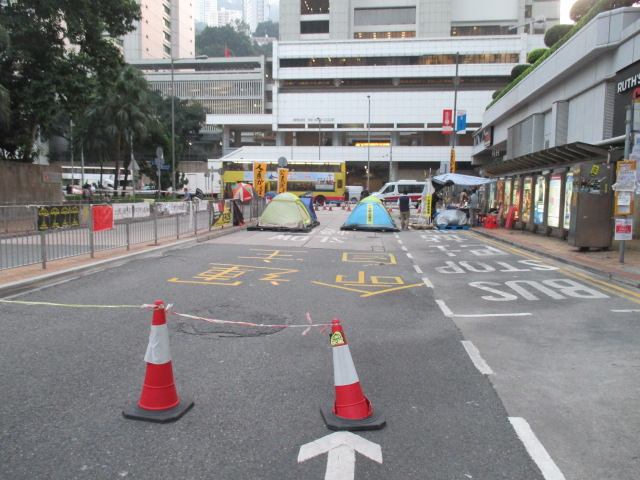
佔中後援會與人民力量金鐘添馬街街站
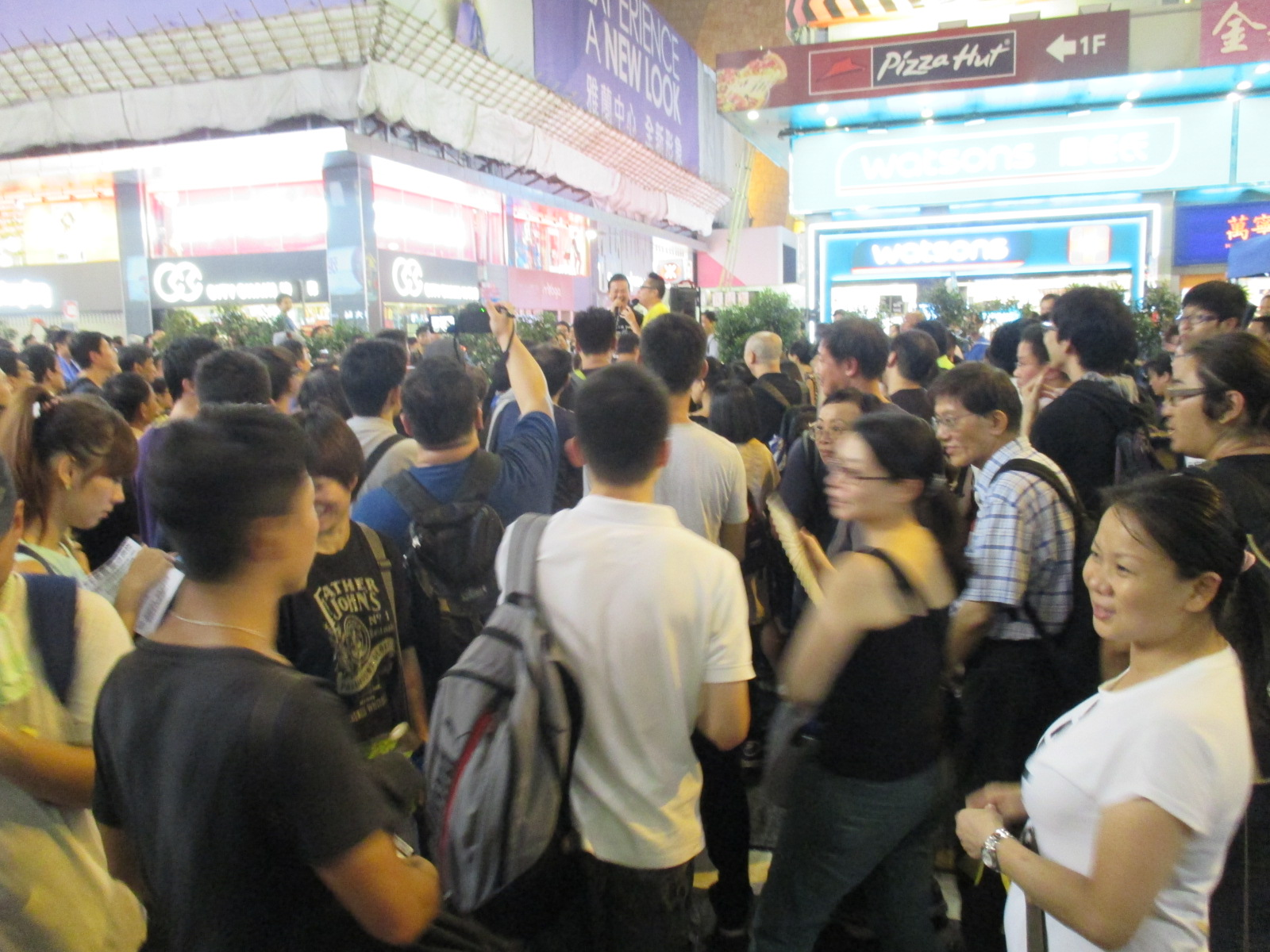
2014年9月30號晚上，快必譚得志、慢必陳志全在旺角佔領區開咪，萬人空巷。
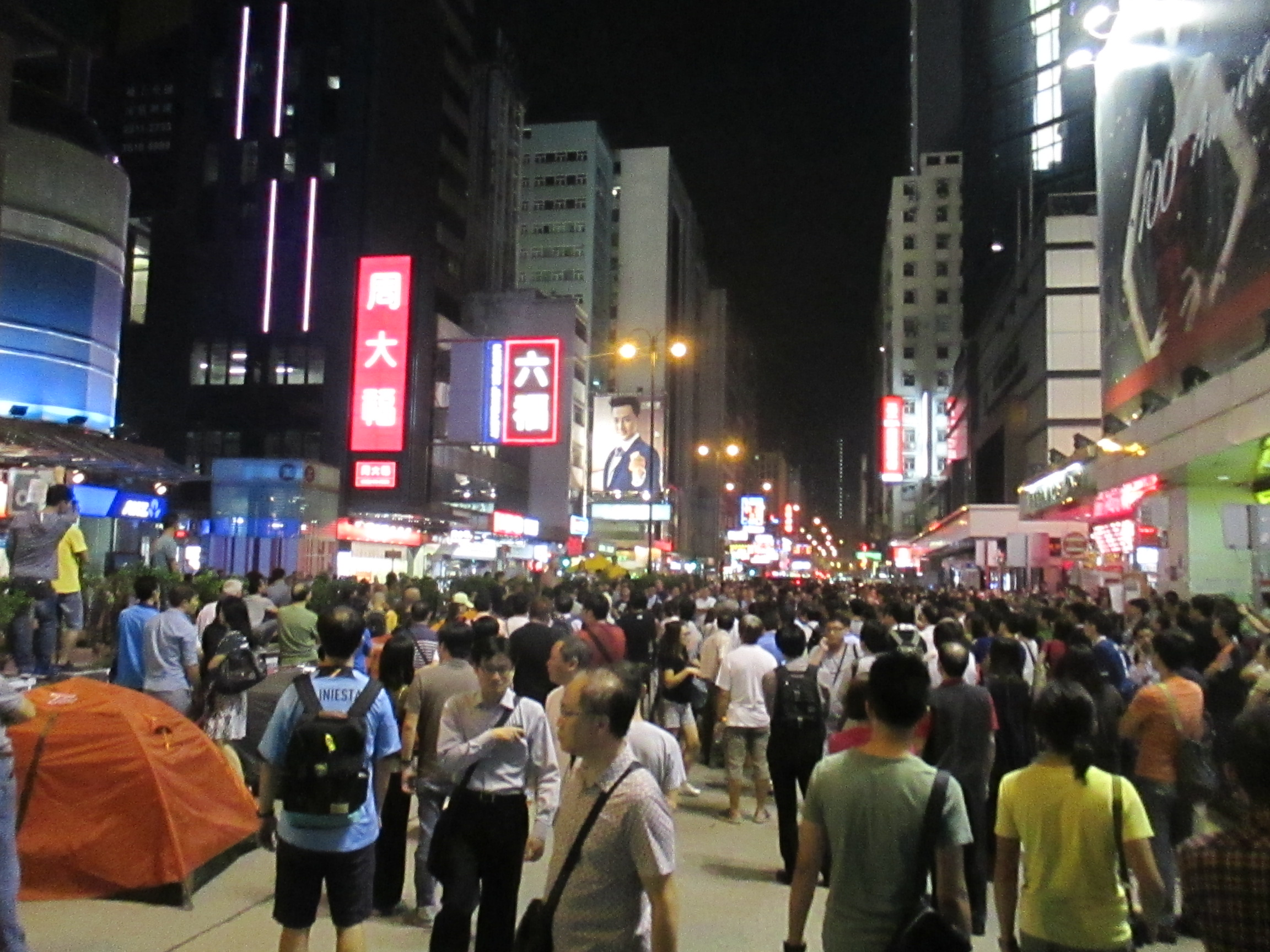
旺角佔領區人民力量陣地（第一時期），在亞皆老街以北、彌敦道快富街一帶。人氣旺盛。2014年10月14日。
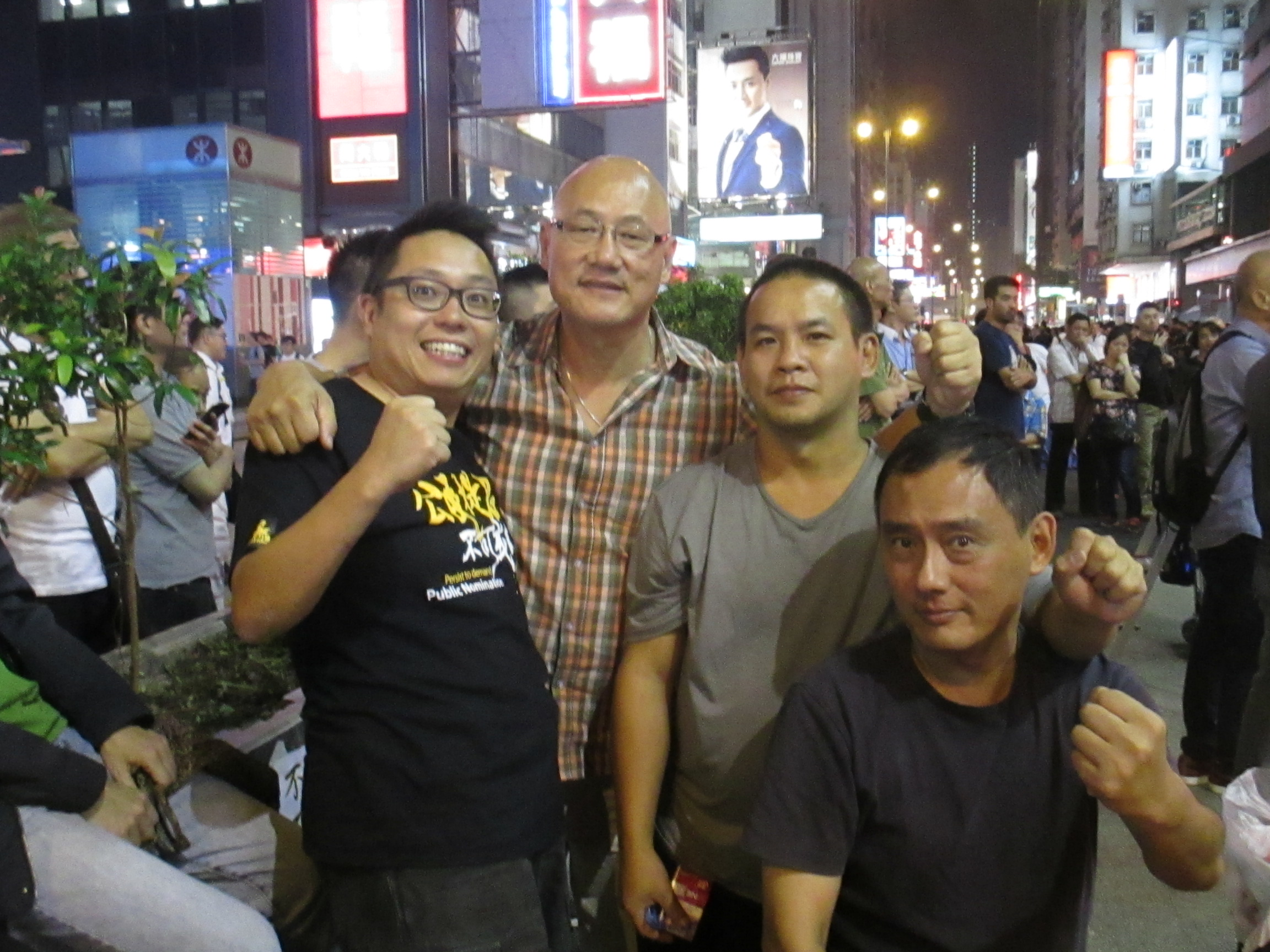
人力執委快必譚得志，人力立法會議員大舊陳偉業，旺角中央大帳邦哥吳定邦，佔中後援會、基督路小教會張大衛牧師。2014年10月14日，旺角佔領區。
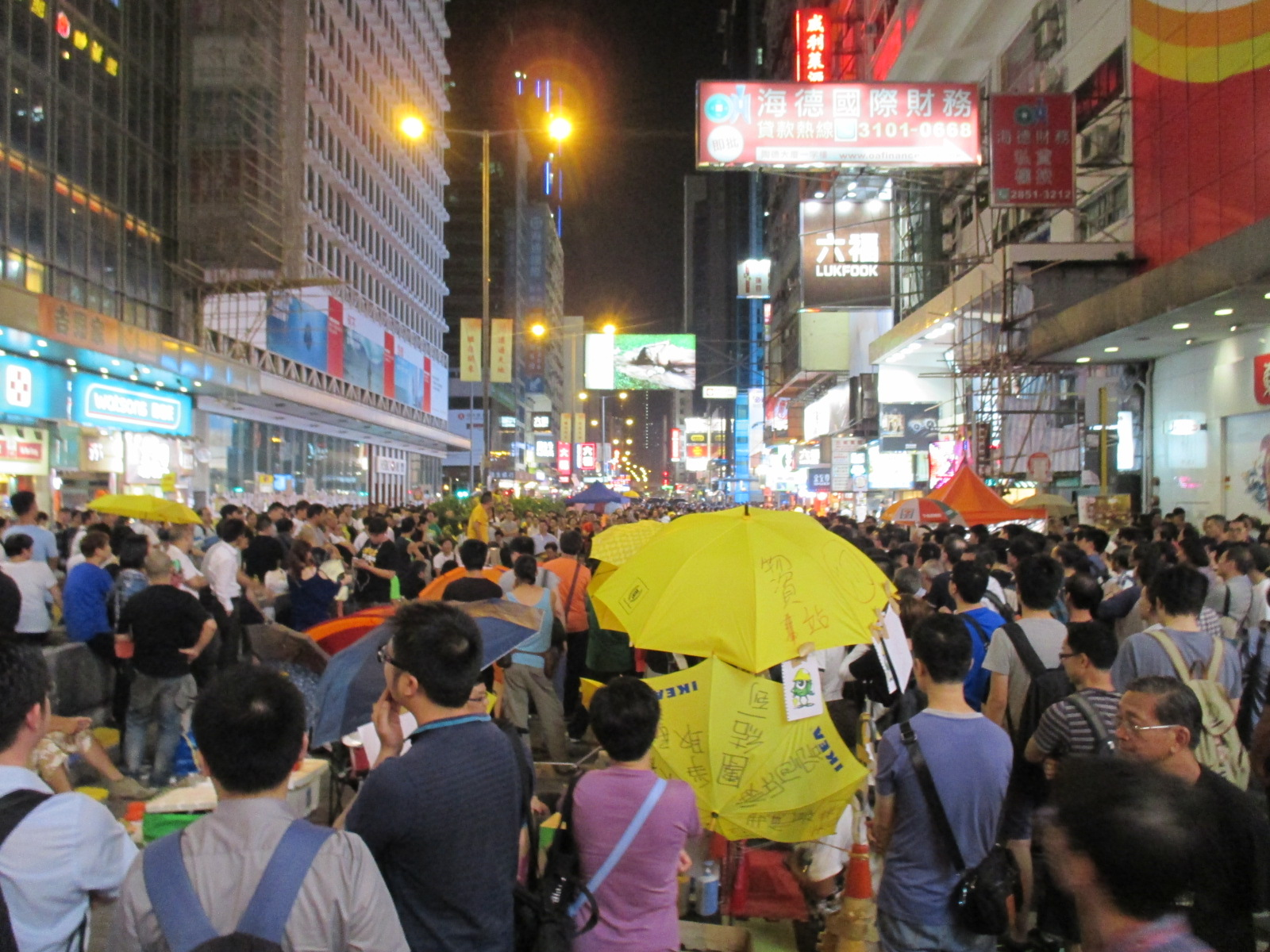
旺角佔領區人民力量陣地（第二時期），在亞皆老街以南，彌敦道東亞銀行、旺角銀行中心之間。快必譚得志演講，萬人空巷。2014年10月21日。

### 2015年區議會選舉
2015年初人民力量表示不會以狙擊民主黨為目標，除現在成員爭取連任外，亦會於部分2011年參選區域派出代表參選。人民力量聲言，除非民主黨再次「轉軚」通過政改才會重啟票債票償運動。結果包括民主黨在內，泛民一致否決政改，人民力量未有狙擊民主黨。
10月14日，人民力量供報派出九人出選區議員，除了人民力量地區辦工室職員，還包括了雨傘運動結識的旺角鳩嗚團。無一出勝。
人民力量當前唯一的區議員、執委譚香文只掛前綫牌頭競逐連任，未有使用人民力量名義，當選連任。
| 區議會 | 代號 | 選區   | 姓名   | 備註                    | 結果 | 得票數 | 得票率 |
| ------ | ---- | ------ | ------ | ----------------------- | ---- | ------ | ------ |
| 東區   | C10  | 小西灣 | 譚得志 | 選民力量                | 落敗 | 1,229  | 30.8%  |
| 南區   | D07  | 海怡西 | 袁彌明 | 2011票債票償選區        | 落敗 | 2,245  | 43.3%  |
| 深水埗 | F03  | 南昌北 | 陳永輝 | 2011票債票償選區 鳩嗚團 | 落敗 | 796    | 35%    |
| 黃大仙 | H15  | 竹園北 | 陳潔冰 | 黃傘街頭基督徒基層團體  | 落敗 | 1,206  | 30.1%  |
| 觀塘   | J27  | 翠屏   | 林可珍 | 前綫                    | 落敗 | 1,134  | 24.7%  |
| 屯門   | L05  | 友愛南 | 錢寶芬 | 2011票債票償選區 鳩嗚團 | 落敗 | 1,057  | 33.6%  |
| 西貢   | Q08  | 都善   | 蘇浩   | 選民力量                | 落敗 | 572    | 19.5%  |
| 西貢   | Q24  | 尚德   | 黃輝   | 2011年獨立參選          | 落敗 | 1,662  | 31.4%  |
| 沙田   | R03  | 禾輋邨 | 李煒鋒 |                         | 落敗 | 1,602  | 30.0%  |

### 2016年香港立法會選舉
人民力量於2016年香港立法會選舉共派出3張名單，參選人數共4人，譚得志代表出戰九龍東名單，劉嘉鴻代表出戰港島名單夥拍袁彌明出選，陳志全代表出戰新界東名單。
其中陳志全當選。直選得票率5.87%，得票91,166張。其中在九龍東因與熱血公民分薄票源，導致未能當選。

#### 參選名單
- 香港島：劉嘉鴻、袁彌明
- 九龍東：譚得志
- 新界東：陳志全

### 2019年香港區議會選舉
人民力量派出3人於九龍東出選，其中在觀塘廣德出選的副主席譚得志（快必）為挑戰民建聯「雙料議員」柯創盛；而另一成員溫子則出選黃大仙東頭選區挑戰時任黃大仙區議會主席李德康。最後溫子成功當選，成為首位以「人民力量」名義參選並當選的人力成員；梁家聲則打算在油麗出選，但經過民主派初選落敗後，停止競選工程；譚得志則以187票之差落敗，但其得票遠超民主派在歷屆立法會及區議會選舉在該區的得票。其後溫子眾當選後與東頭邨另一位區議員民協主席施德來合作，因此民協與人民力量關係良好。
| 區議會       | 代號 | 選區 | 姓名   | 備註 | 結果 | 得票數 | 得票率 |
| ------------ | ---- | ---- | ------ | ---- | ---- | ------ | ------ |
| 黃大仙區議會 | H08  | 東頭 | 溫子   |      | 當選 | 3,822  | 51%    |
| 觀塘區議會   | J17  | 廣德 | 譚得志 |      | 落敗 | 4,327  | 49%    |

### 2020年香港立法會選舉
人民力量在2020年香港立法會選舉民主派初選分別於新界東推派立法會議員陳志全尋求連任、九龍東推派副主席譚得志出選，均為當區初選順位第4名，順利出線。
人民力量表示，在過去四年，身兼立法會議員的黨主席陳志全在議會內一言一行沒有辜負上屆選舉的選舉綱領；人民力量又稱該黨候選人將拒絕簽署確認書，寄語各派盟友「勿為入閘、甘啖屎溺」。
7月22日，陳志全、譚得志分別前往沙田及黃大仙，正式報名參選2020年香港立法會選舉。2020年7月31日，行政長官林鄭月娥宣佈因2019冠狀病毒病疫情（COVID-19）肆虐影響公眾安全，故援引《香港法例》第241章《緊急情況規例條例》訂立附屬法例第241L章《緊急情況（換屆選舉日期）（第七屆立法會）規例》，押後至2021年9月5日才舉行立法會選舉。

### 2020年杯葛過渡立法會事件
2020年政府以疫情為由押後立法會選舉一年，立法會現任議員延任一年，人民力量及朱凱廸新西團隊批評中國全國人大容許議員留任一年的決定違反基本法，人民力量立法會議員陳志全及朱凱廸新西團隊立法會議員朱凱廸均表示將於2020年9月30日完成本屆4年任期後離任，並指不會參與違反基本法而繼續運作的「委任議會」。兩黨認為中共決定取消9月立法會選舉屬「自保」之舉，以「軟着陸」方式拖延處理現時的政治問題，引述不同民調結果都顯示大部份民主派支持者認為民主派接受中共委任，將向世界發出香港人放棄的錯誤訊息，並認為立法會任期4年，不能因為港府和北京方面的決定而隨意改變，又指北京方面容許被取消提名資格的民主派議員留任過渡是「政治利誘」和「粉飾太平」。

### 人民力量爆發退黨潮
自2020年《港區國安法》實施後，多個香港民主派政黨相繼爆發退黨及解散潮，人民力量亦於2021年12月爆出更換法定幹事風波。
前人民力量主席陳志全與時任副主席譚得志，分別因民主派35+初選及發表煽動文字被還押，2021年5月陳志全宣布辭去主席及退黨，其後獲准保釋候訊。梁家聲隨後代理出任人民力量主席至今，但12月被黨友指企圖擅自推舉一名非會員成為法定幹事，引起至少38名黨員不滿並宣布即時退黨，包括前主席劉嘉鴻、時任執行委員蔡中平、前副主席錢寶芬、時任副主席譚得志及蘇浩。劉嘉鴻指事情已經變質，所以「棄之亦不可惜」。
前主席劉嘉鴻於12月13日晚在Facebook宣布，響應該黨執行委員蔡中平的呼籲，自己連同另外36位黨員退出人民力量，退黨的決定已經通知有關職員，同時將刪除其會員記錄。他指人力成立10年，經歷多番波折，在大環境轉變下，已經難有作為。他認為政治組織從來都只是工具，爭取公義平等才是最終目的，會籍身份並不重要，亦都不會眷戀。
劉提到的事情變質，被傳媒認為是早前該黨副主席錢寶芬離任，而該黨代主席梁家聲涉擅自更改社團幹事，更透露人選將會是非人民力量成員。因此蔡中平前晚發文炮轟梁的手法「極不光彩」，質疑梁有計劃地打算竊取整個組織，愧對「人民力量」4個字，認為人民力量已不該繼續存在，他亦以執行委員名義指示相關管理人員停止所有人民力量社交媒體運作，並辭去執委一職，同時呼籲持相同理念的黨友一齊退黨。
劉回覆指，人民力量本來有大約50多名會員，估計是次風波至少有38人退黨，最終只剩10多人仍然留在黨內。至於人民力量會否解散，劉稱自己已經退黨，不太清楚。不過他重申，人民力量將來的掌權人已經違背了人民力量本身的理念，已經不再是他熟悉的人民力量，所以一定要退黨同人民力量劃清界線。

## 爭議

### 「票債票償」運動
人民力量在2011年區議會選舉發動「票債票償」運動，聲言要取代民主黨、民協，結果只贏得一個議席。外間批評人民力量無能力奪取議席，卻又令薄票源，是有破壞、無建設，把溫和民主派的區議員拉下馬，令多名建制派参選人受益，那些植根多年的民主派區議員僅以些微票數落敗。人民力量只在四區狙擊民主黨成功，而且皆不是民主黨的領袖人物。民主黨和民協在不少選區勝出在絕大部份人民力量有參選的選區，最終結果是即使把人民力量的得票加起來，亦不足以左右結果。比如民主黨李永達以341票落選，人力陳志全只有333票，兩者加起來也是輸了；李永達坦言是輸在地區工作，未必是受到狙擊影響。時事評論員蔡子強指出沒有明顯證據顯示人民力量拆走民主黨與民協的關鍵選票；狙擊行動刺激了選民的投票意欲，人民力量吸引了一批新的投票者。
人民力量、黃毓民狙擊民協之時，支持了一些背叛民協、投靠建制的區議員。背叛民協的深水涉下白田 (F18) 區議員甄啟榮在2008年支持建制派梁美芬出選立法會；2011年人民力量派出張本釗參選深水涉上白田 (F21) 狙擊民協，獲甄啟榮支持。而深水埗區議會南山、大坑東及大坑西選區 (F20)，民協譚國僑亦被偽獨立的候選人狙擊瓜分票源，陳偉業被指責為其站台，令民協譚國僑敗選。

### 呼籲選民超區投白票
2012年香港立法會選舉期間，人民力量因反對方案，鼓勵選民在超級區議會組別投白票，不要投給泛民主派的候選人民主黨的涂謹申、何俊仁和民協的馮檢基，以示對2012年政改方案、功能組別和對該兩黨立場的不滿。此舉引來人民力量和民主黨罵戰。最終全港投票率 48.19% ，區議會（第二）投票率達 47.23% ，民主派三位候選人順利當選，所謂白票運動不見影響。

### 搗亂民主黨「佔中宣誓」儀式
2014年2月5日，快必帶領佔中後援會支持者喝罵民主黨的「佔中宣誓」儀式。民主黨批評是人民力量搗亂，並非民主的同路人。人民力量政制發言人劉嘉鴻否認，強調人力與佔中後援會互相獨立，並維護佔中後援會。時事評論員梁慕嫻激切批評，指責人民力量：一方面是縱容黨員參加「佔中後援會」帶頭狙擊民主黨宣誓儀，事後未見有任何道歉之意；另一方面人民力量違反「真普聯」推動三軌方案的共同決定，在網上發出投人民力量方案的動員，其後又宣佈重新支持三軌方案，同時劉嘉鴻卻又挽留民主黨重返真普聯，是虛偽的橄欖枝，戲弄民主黨。

### 搗亂學界辯論比賽
2015年5月15日，星島新聞集團辦的學界辯論比賽邀請了政務司司長林鄭月娥做頒獎嘉賓。人民力量為表達反政改立場，等候林鄭月娥現身全程示威抗議。

## 人力頻道
自從2013年3月底香港人網結業、5月黃毓民與其網台MyRadio退出人民力量之後，人力喪失了自己的宣傳網台。為此，人民力量開創自己的網台「人力頻道」，主要租用謎米香港的錄影室製作節目，也有一些節目是在人民力量的立法會辦公室錄製。節目也在謎米香港同步轉播。2013年9月28日星期六，人力頻道開幕。
- 《網想最大黨》逢星期六晚 10-11pm。主持：袁彌明、劉嘉鴻、林雨陽、歐陽英傑。其他人民力量成員亦會不定期主持。在謎米香港聯播至2016年4月2日。
- 《人民主場》逢星期二晚  8-9pm。主持：「慢必」陳志全、「快必」譚得志。在謎米香港聯播至2015年3月10日。於2015年7月7日宣布放暑假之後就沒有再復播。
- 《人民主場》逢星期五晚  8-9pm。主持：陳偉業、嚴達明、曾麗文。2014年5月23日暫停。[166]
- 《人民戰況》不定期，不定時，就一些重要議題而製作，在「陳偉業 YouTube頻道（页面存档备份，存于）」播出。2013年4月至8月期間播出第1至29集。其時人民力量急需網上傳播訊息給支持者，因而製作。自「人力頻道」開幕後，漸漸淡出。
- 《政治BB班》不定期，就不同議題發表意見。主持：袁彌明。

2016年4月5日，蕭若元宣佈謎米香港不再討論香港政黨政治，因此所有節目不再和謎米聯播。《網想最大黨》改以Facebook和YouTube同步直播。由於林雨陽要負責直播的幕後技術工作，節目主持由袁彌明、劉嘉鴻、快必、歐陽英傑擔任；7月16日播出後，因為主持須進行立法會選舉宣傳而暫停製作；8月27日製作特別篇分析選舉戰況，只於Facebook播出。《政治BB班》、《人社選舉論壇精華》不定期製作。
2016年9月，袁彌明辭退人民力量執委主席，和林雨陽一同退出節目製作，10月起由副主席快必接手，原定會恢復製作《網想最大黨》、《天外有天》，然而隨著慢必、快必先後加盟D100，節目安排調整如下：
- 《天外有天》[167]錄播，逢星期四晚上[168]於Facebook「天外有天」專頁（页面存档备份，存于）及人民力量YouTube頻道《天外有天》播放清單（页面存档备份，存于），並提供聲音下載版本。主持：快必、張大衞（牧師）牧師。曹文偉不定期加入主持。以基督教角度評論政治，主張教會和民主社會的連繫。
- 《人民主場》 11月2日起，逢星期三晚上9:30-11:00，於D100 PBS台直播。主持：慢必陳志全、快必譚得志。原為節目《香港人社》(慢必及社民連黃浩銘主持)，因應10月底至11月初的節目改版及主持人調動，轉型為人民力量官方節目。由於節目版權屬D100所有，人力頻道只會上載當中的15分鐘精華片段到《人民主場》播放清單（页面存档备份，存于）。2017年11月14日，因應D100 PBS台節目調動關係，《人民主場》更改為逢星期二晚上7:30-8:30直播。
- 《網想最大黨》 因應《人民主場》復播，由於兩者節目性質類近而擱置製作。

人力頻道網頁已不再更新，新節目則直接上載至人民力量YouTube頻道（页面存档备份，存于）、人民力量Facebook專頁（页面存档备份，存于）及天外有天Facebook專頁（页面存档备份，存于），亦可在香港網台App直接收看或下載聲音檔案。

## 出版
- 陳偉業主編：《傘下力量》。香港：人民力量出版部，2015。ISBN 9789881417619 [169]
- 陳偉業主編：《選戰風雲》。香港：人民力量出版部，2015。ISBN 9789881417657 [170]

## 逸事美談

### 金庸小說迷捐獻45年珍藏
2015年2月，從香港移民英國四十載的張棠坤先生，將自己珍藏多年、從1970年代剪報儲存的金庸武俠小說捐贈人民力量，作拍賣籌款、幫補經費，以示支持劉嘉鴻等等人民力量年輕新一代。

## 外部連結
- 人民力量官方網頁（页面存档备份，存于）
- 人民力量 - Community（页面存档备份，存于） Facebook專頁
- 人民力量起動大會記者招待會You Tube（页面存档备份，存于）
- YouTube上的人民力量-遍地開花
- YouTube上的人民力量頻道